# Liste der Biografien/Park
Liste der Biografien |
Portal Biografien |
Personensuche
# |
A |
B |
C |
D |
E |
F |
G |
H |
I |
J |
K |
L |
M |
N |
O |
P |
Q |
R |
S |
T |
U |
V |
W |
X |
Y |
Z |
?
 
Pa |
Pc |
Pe |
Pf |
Ph |
Pi |
Pj |
Pk |
Pl |
Pm |
Pn |
Po |
Pr |
Ps |
Pt |
Pu |
Pv |
Pw |
Py
 
Paa |
Pab |
Pac |
Pad |
Pae |
Paf |
Pag |
Pah |
Pai |
Paj |
Pak |
Pal |
Pam |
Pan |
Pao |
Pap |
Paq |
Par |
Pas |
Pat |
Pau |
Pav |
Paw |
Pax |
Pay |
Paz
 
Para |
Parb |
Parc |
Pard |
Pare |
Parf |
Parg |
Parh |
Pari |
Park |
Parl |
Parm |
Parn |
Paro |
Parp |
Parq |
Parr |
Pars |
Part |
Paru |
Parv |
Parw |
Pary |
Parz
Die Liste der Biografien führt alle Personen auf, die in der deutschsprachigen Wikipedia einen Artikel haben. Dieses ist eine Teilliste mit 699 Einträgen von Personen, deren Namen mit den Buchstaben „Park“ beginnt.

## Park

### Park H
- Park Hae-soo (* 1981), südkoreanischer Schauspieler
- Park Hong, Cathy (* 1976), US-amerikanische Schriftstellerin

### Park S
- Park Se-ryong (* 1959), südkoreanischer Radrennfahrer

### Park, A – Park, Z

#### Park, A
- Park, Alexandra (* 1989), australische Schauspielerin
- Park, Ashley (* 1991), US-amerikanische Schauspielerin

#### Park, B
- Park, Blasio (* 1970), koreanischer römisch-katholischer Geistlicher und Benediktinerabt
- Park, Bo-gum (* 1993), südkoreanischer SchauspielerPark Bo-gum (* 1993)

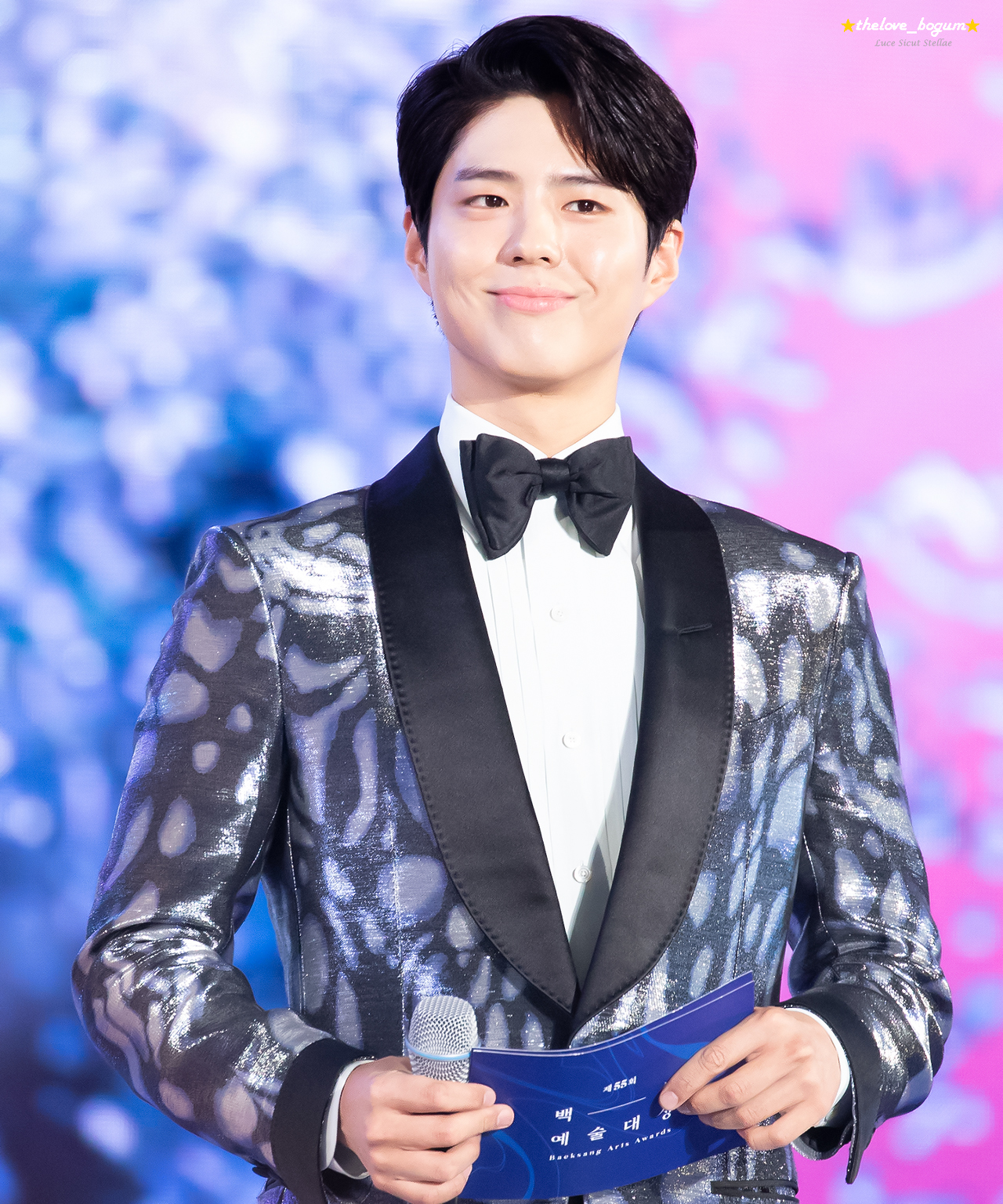
Park Bo-gum (* 1993)

- Park, Bo-young (* 1990), südkoreanische Schauspielerin
- Park, Bom (* 1984), südkoreanische Sängerin
- Park, Bonn (* 1987), deutscher Dramatiker, Regisseur und Filmemacher
- Park, Brad (* 1948), kanadischer Eishockeyspieler
- Park, Bum Shin (* 1946), südkoreanischer Schriftsteller
- Park, Byeong-seug (* 1952), südkoreanischer Politiker
- Park, Byung-chul (* 1972), südkoreanischer Skilangläufer
- Park, Byung-hoon (* 1971), südkoreanischer Triathlet
- Park, Byung-jin (* 1983), südkoreanischer Fußballschiedsrichter
- Park, Byung-joo (* 1979), südkoreanischer Biathlet

#### Park, C
- Park, Chae-sam (1933–1997), südkoreanischer Lyriker
- Park, Chan-hee (* 1957), südkoreanischer Boxer im Fliegengewicht
- Park, Chan-wook (* 1963), südkoreanischer FilmregisseurPark Chan-wook (* 1963)

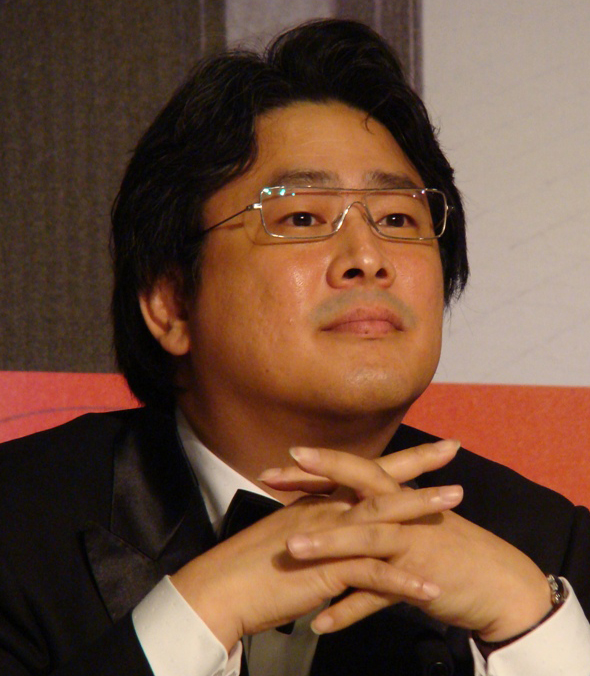
Park Chan-wook (* 1963)

- Park, Chan-yong (* 1963), südkoreanischer Boxer und WBA-Weltmeister im Bantamgewicht
- Park, Chang-hwan (* 2001), südkoreanischer Fußballspieler
- Park, Chang-sun (* 1954), südkoreanischer Fußballspieler und -trainer
- Park, Che-ch’ŏn (1945–2023), südkoreanischer Lyriker
- Park, Chong-kyu (1930–1985), südkoreanischer Sportfunktionär
- Park, Chong-pal (* 1960), südkoreanischer Boxer im Supermittelgewicht und sowohl linearer als auch WBA- und WBC-Weltmeister
- Park, Chonghwa (1901–1981), südkoreanischer Schriftsteller und Lyriker
- Park, Choon-ho (1930–2008), südkoreanischer Jurist und Mitglied des Internationalen Seegerichtshofes
- Park, Christopher (* 1987), deutscher Pianist
- Park, Chu-young (* 1985), südkoreanischer Fußballspieler
- Park, Chul-min (* 1967), südkoreanischer Schauspieler
- Park, Chul-soo (1948–2013), südkoreanischer Filmregisseur, Drehbuchautor und Produzent
- Park, Chul-woo (* 1965), südkoreanischer Fußballtorhüter
- Park, Chung-hee (1917–1979), südkoreanischer PolitikerPark Chung-hee (1917–1979)

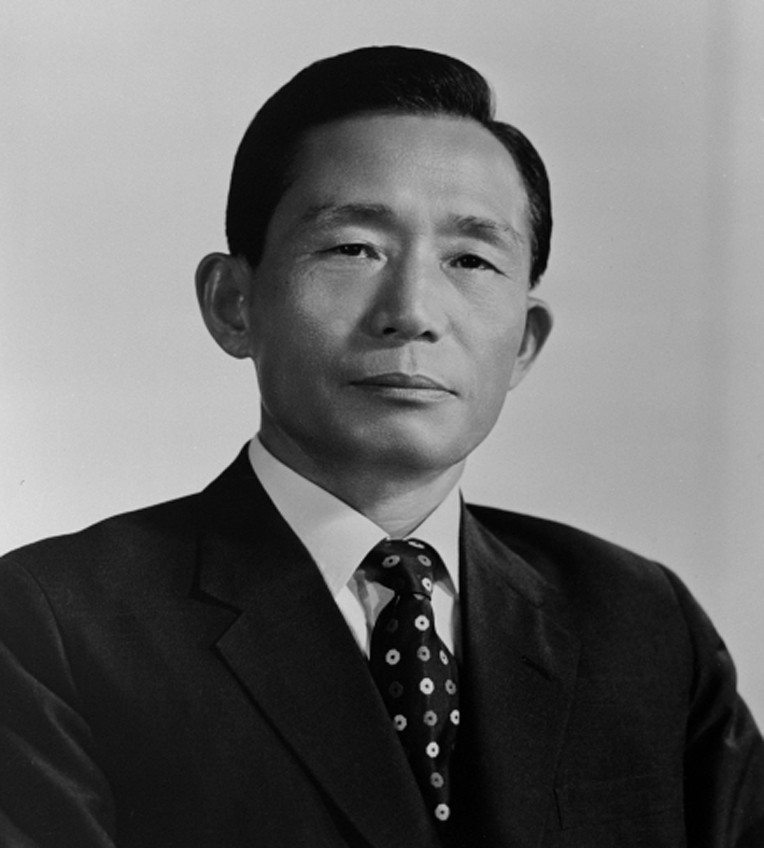
Park Chung-hee (1917–1979)

- Park, Chung-hoon (1919–2001), südkoreanischer Politiker und Premierminister

#### Park, D
- Park, Daphne, Baroness Park of Monmouth (1921–2010), britische Politikerin und Diplomatin
- Park, David (1911–1960), US-amerikanischer Maler
- Park, Do-yeong (* 1993), südkoreanische Eisschnellläuferin
- Park, Dong-hyeok (* 1979), südkoreanischer Fußballspieler und -trainer

#### Park, E
- Park, Eeva (* 1950), estnische Schriftstellerin
- Park, Eun-bin (* 1992), südkoreanische Schauspielerin
- Park, Eun-chul (* 1981), südkoreanischer Ringer
- Park, Eun-ok (* 1977), südkoreanische Squashspielerin
- Park, Eun-sun (* 1986), südkoreanische Fußballspielerin

#### Park, F
- Park, Frank (1864–1925), US-amerikanischer Politiker

#### Park, G
- Park, Geun-hye (* 1952), südkoreanische Politikerin und ehemalige Staatspräsidentin
- Park, Gok-ji (* 1965), südkoreanische Filmeditorin
- Park, Grace (* 1974), kanadische Schauspielerin koreanischer AbstammungGrace Park (* 1974)

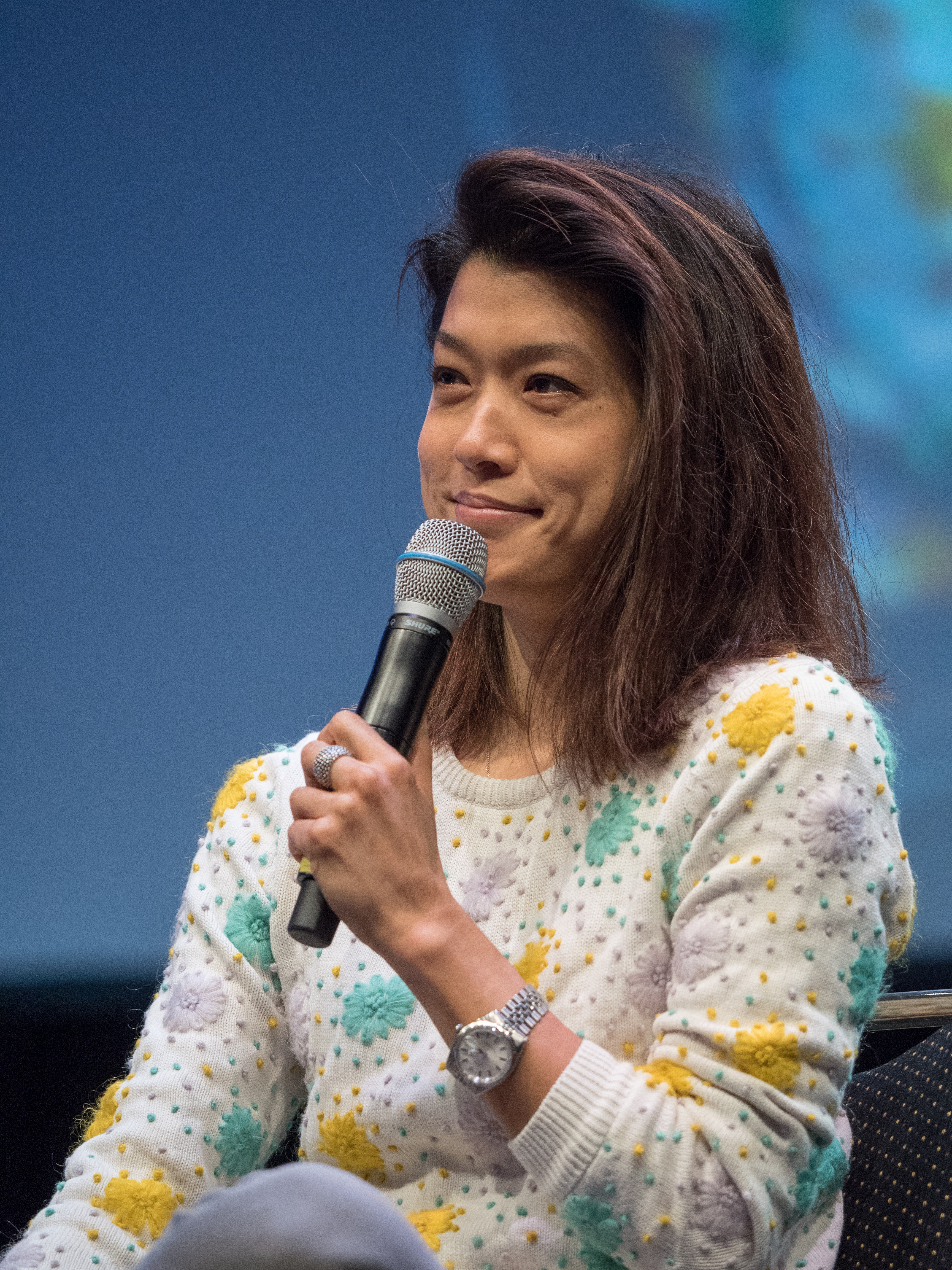
Grace Park (* 1974)

- Park, Guy Brasfield (1872–1946), US-amerikanischer Politiker (Demokratische Partei)
- Park, Guy-lim (* 1999), südkoreanische Skispringerin
- Park, Gwang-tae (* 1943), südkoreanischer Politiker
- Park, Gyu-young (* 1993), südkoreanische Schauspielerin

#### Park, H
- Park, Ha-jun (* 2000), südkoreanischer Sportschütze
- Park, Ha-seon (* 1987), südkoreanische Schauspielerin
- Park, Hae-il (* 1977), südkoreanischer Schauspieler
- Park, Hae-jung (* 1972), südkoreanische Tischtennisspielerin
- Park, Han-byul (* 1984), südkoreanische Schauspielerin und Fotomodell
- Park, Han-earl, südkoreanischer Musiker
- Park, Hang-seo (* 1959), südkoreanischer Fußballspieler und -trainer
- Park, Hee-seon (* 1992), südkoreanische Hammerwerferin
- Park, Hee-young (* 1991), südkoreanische Fußballspielerin
- Park, Hettienne (* 1983), US-amerikanische SchauspielerinHettienne Park (* 1983)

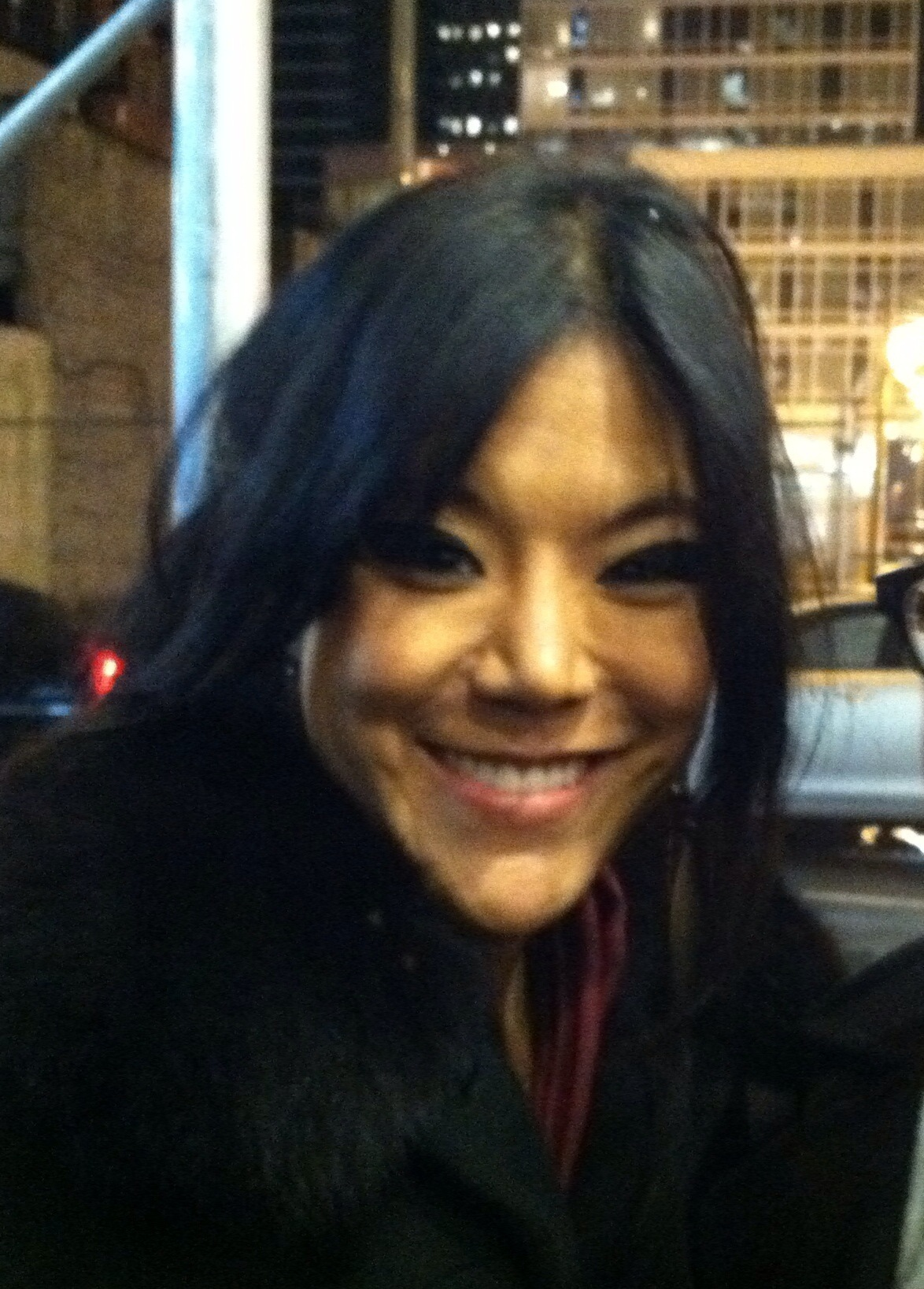
Hettienne Park (* 1983)

- Park, Hoon-jung, südkoreanischer Filmregisseur und Drehbuchautor
- Park, Hye-Sook (* 1959), südkoreanisch-US-amerikanische Plasma-Physikerin
- Park, Hye-su (* 1994), südkoreanische Schauspielerin und Sängerin
- Park, Hye-won (* 1983), südkoreanische Shorttrackerin
- Park, Hyo-peom (* 1986), koreanischer Biathlet
- Park, Hyo-shin (* 1981), südkoreanischer Sänger und Popmusiker
- Park, Hyoung-su (* 1972), südkoreanischer Schriftsteller
- Park, Hyun-beom (* 1987), südkoreanischer Fußballspieler
- Park, Hyun-woo (* 1997), südkoreanischer Fußballspieler

#### Park, I
- Park, Ida May (1879–1954), amerikanische Drehbuchautorin und Regisseurin in der Stummfilmzeit
- Park, Il-gyu (* 1989), südkoreanisch-japanischer Fußballspieler
- Park, Il-kap (1926–1987), südkoreanischer Fußballspieler
- Park, In-bee (* 1988), südkoreanische Golferin
- Park, In-hwan (1926–1956), südkoreanischer Lyriker
- Park, In-hyeok (* 1995), südkoreanischer Fußballspieler
- Park, In-wook (* 1994), südkoreanischer Shorttracker

#### Park, J
- Park, J. Y. (* 1972), südkoreanischer Sänger, Songwriter, Musikproduzent und Gründer von JYP EntertainmentJ. Y. Park (* 1972)

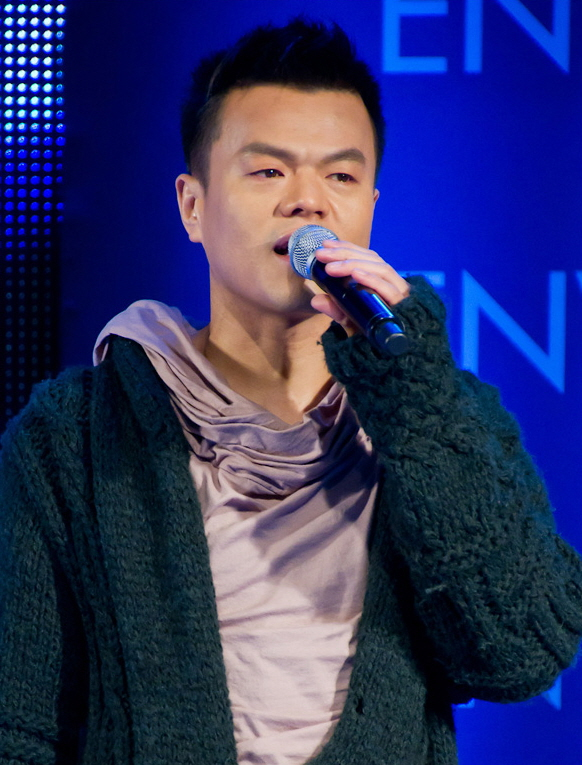
J. Y. Park (* 1972)

- Park, Jae Suh (* 1984), US-amerikanische Schauspielerin
- Park, Jae-hyeong (* 1997), südkoreanischer Fußballspieler
- Park, Jae-hyuk (* 1998), südkoreanischer E-Sportler
- Park, Jae-hyun (* 1980), südkoreanischer Fußballspieler
- Park, Jae-myong (* 1981), südkoreanischer Speerwerfer
- Park, Jae-seung (1923–2015), südkoreanischer Fußballspieler
- Park, Jae-woo (* 1998), südkoreanischer Fußballspieler
- Park, Jai Young (* 1957), deutscher Künstler
- Park, Jai-Wun (* 1954), deutscher Kardiologe
- Park, James (* 1990), deutsch-koreanischer Opern- und Musicaldarsteller und Schauspieler
- Park, Jang-hyuk (* 1998), südkoreanischer Shorttracker
- Park, Jang-soon (* 1968), südkoreanischer Ringer
- Park, Je-un (* 1993), südkoreanischer Nordischer Kombinierer
- Park, Jeong-dae (* 1965), südkoreanischer Lyriker
- Park, Jeong-su (* 1994), südkoreanischer Fußballspieler
- Park, Jess (* 2001), englische Fußballspielerin
- Park, Ji-ae (* 1991), südkoreanische Biathletin
- Park, Ji-eun, südkoreanische Sportfunktionärin
- Park, Ji-Hae (* 1985), südkoreanische Violinistin
- Park, Ji-ho (* 1991), südkoreanischer Wasserspringer
- Park, Ji-hu (* 2003), südkoreanische Schauspielerin
- Park, Ji-su (* 1998), südkoreanische Basketballspielerin
- Park, Ji-sung (* 1981), südkoreanischer FußballspielerPark Ji-sung (* 1981)

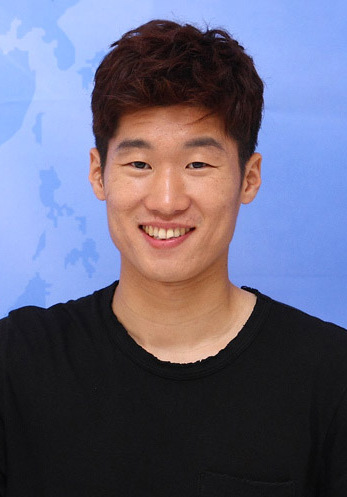
Park Ji-sung (* 1981)

- Park, Ji-won (* 1996), südkoreanischer Shorttracker
- Park, Jie-won (* 1942), südkoreanischer Politiker
- Park, Jin (1560–1597), koreanischer Militärführer, Admiral, Politiker, neokonfuzianischer Philosoph
- Park, Jin-ho (* 1985), südkoreanischer Fußballschiedsrichter
- Park, Jin-kyu (* 1991), südkoreanischer Eishockeyspieler
- Park, Jin-seob (* 1977), südkoreanischer Fußballspieler und Fußballtrainer
- Park, Jin-seop (* 1995), südkoreanischer Fußballspieler
- Park, John (1915–1942), australischer Hürdenläufer
- Park, John (* 1973), schottischer Politiker
- Park, John Anthony (1878–1962), britischer Maler
- Park, Jonathan (* 1942), britischer Designkünstler
- Park, Jong-hyeon (* 1938), südkoreanischer Radrennfahrer
- Park, Jong-Min (* 1986), südkoreanischer Opernsänger (Bass)Park Jong-Min (* 1986)

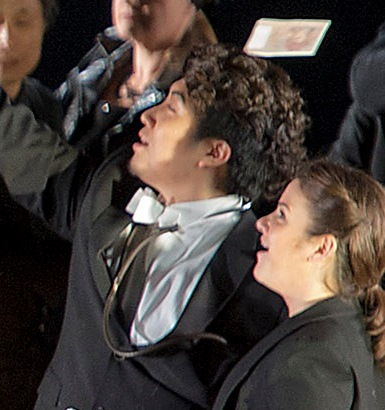
Park Jong-Min (* 1986)

- Park, Jong-Oh (* 1955), koreanischer Hochschullehrer, Professor für Maschinenbau
- Park, Jong-oh (* 1991), südkoreanischer Fußballspieler
- Park, Jong-woo (* 1989), koreanischer Fußballspieler
- Park, Joo-bong (* 1964), südkoreanischer Badmintonspieler
- Park, Joo-ho (* 1987), südkoreanischer Fußballspieler
- Park, Joo-sun (* 1949), südkoreanischer Politiker
- Park, Josephine (* 1987), dänische Schauspielerin
- Park, Ju-hyun (* 1994), südkoreanische Schauspielerin
- Park, Ju-sung (* 1984), südkoreanischer Fußballspieler
- Park, Judith (* 1984), deutsche Comiczeichnerin
- Park, Jun-heong (* 1993), südkoreanischer Fußballspieler
- Park, Jun-heui (* 1991), südkoreanischer Fußballspieler
- Park, Jung-bae (* 1967), südkoreanischer Fußballspieler
- Park, Jung-bin (* 1994), südkoreanischer Fußballspieler
- Park, Jung-bum (* 1976), südkoreanischer Filmregisseur, Drehbuchautor und Schauspieler
- Park, Jung-soo (* 1987), südkoreanischer Fußballspieler
- Park, Jung-su (* 1983), südkoreanischer Sänger und Schauspieler

#### Park, K
- Park, Kang-jin (* 1988), südkoreanischer Fußballspieler
- Park, Karin (* 1978), schwedische Singer-Songwriterin, deren Musik den Genres Elektro-, Indie- und Synthie-Pop zugeordnet werden kann
- Park, Katharine (* 1950), US-amerikanische Wissenschaftshistorikerin
- Park, Keith (1892–1975), neuseeländischer Luftmarschall der Royal Air ForceKeith Park (1892–1975)

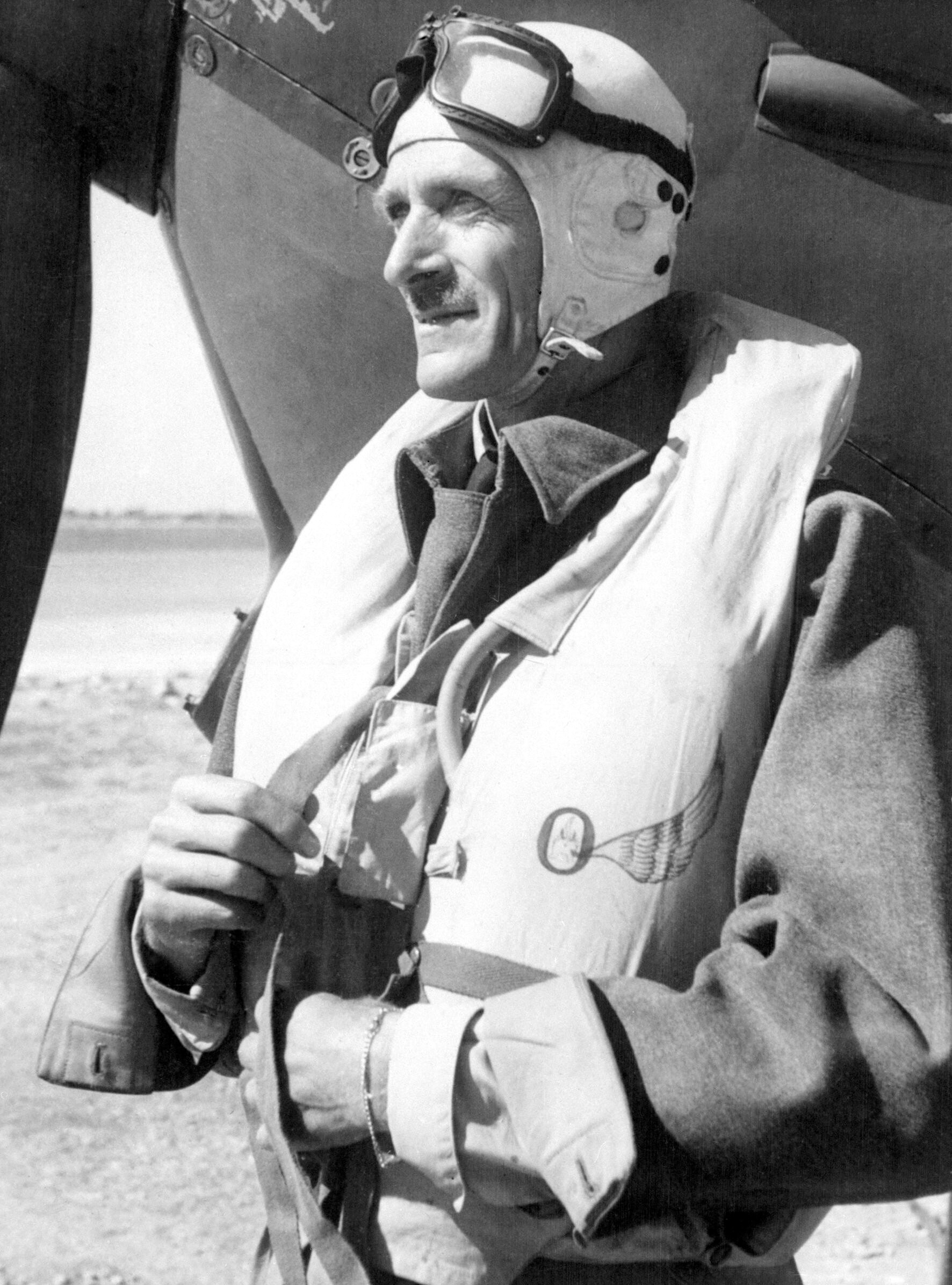
Keith Park (1892–1975)

- Park, Keon-ha (* 1971), südkoreanischer Fußballspieler und -trainer
- Park, Keum Chul, nordkoreanischer Politiker
- Park, Ki-ho (* 1964), südkoreanischer Skilangläufer
- Park, Ki-woong (* 1958), südkoreanischer Künstler
- Park, Ko-eun (* 1976), südkoreanische Marathonläuferin
- Park, Kwang Sung (* 1962), südkoreanischer Künstler
- Park, Kye-hoon (* 1992), südkoreanischer Eishockeytorwart
- Park, Kyeong-hun (* 1961), südkoreanischer Fußballspieler und -trainer
- Park, Kyu-chung (1924–2000), südkoreanischer Fußballspieler
- Park, Kyu-hyun (* 2001), südkoreanischer Fußballspieler
- Park, Kyung-mo (* 1975), südkoreanischer Bogenschütze
- Park, Kyung-ni (1926–2008), südkoreanische Schriftstellerin

#### Park, L
- Park, Lawrence (1873–1924), amerikanischer Architekt und Kunsthistoriker
- Park, Lee-hee (* 1957), südkoreanischer Tischtennisspieler
- Park, Lena (* 1978), koreanisch-US-amerikanische R&B- und Soulsängerin
- Park, Linda (* 1978), US-amerikanische SchauspielerinLinda Park (* 1978)

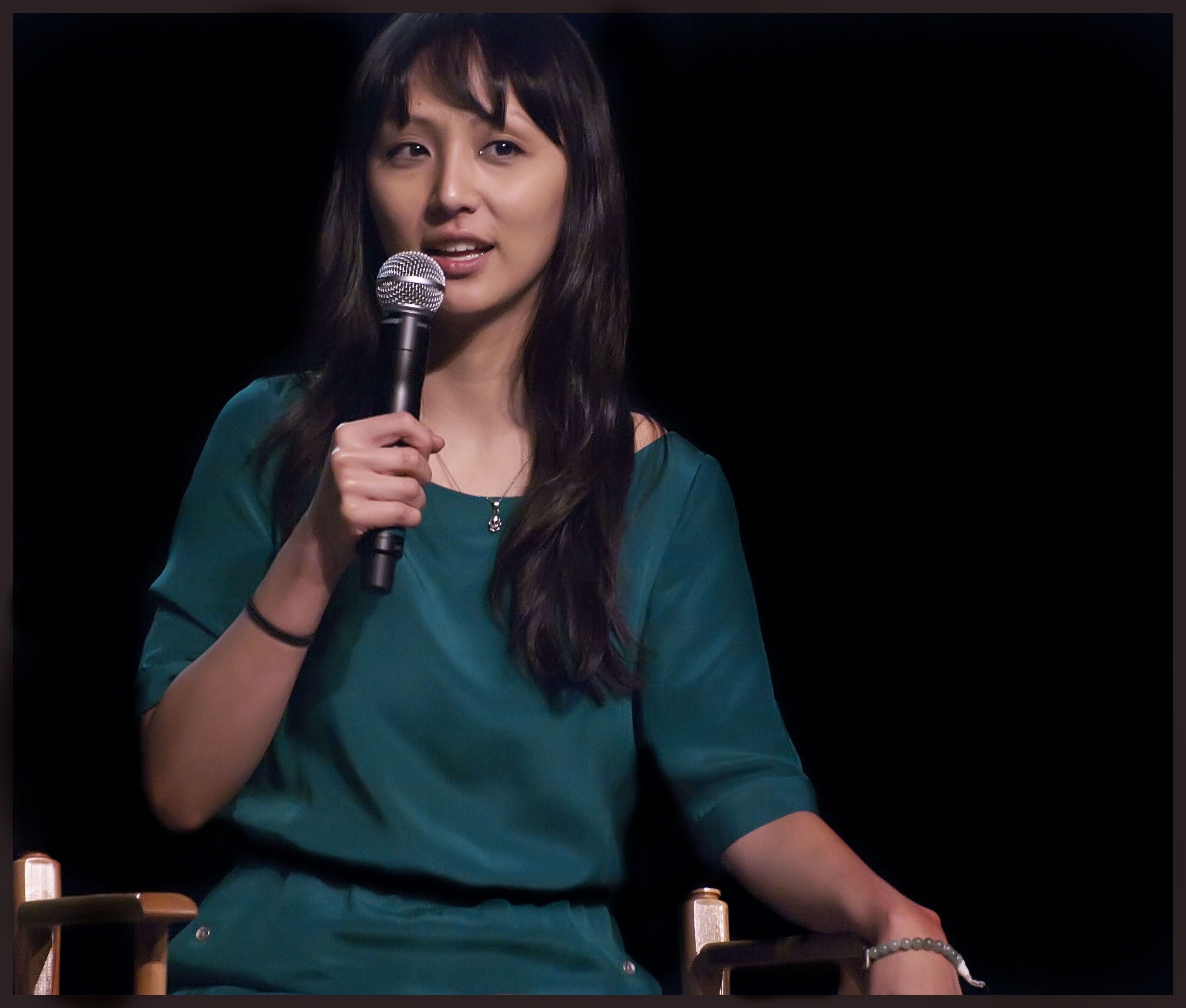
Linda Park (* 1978)

#### Park, M
- Park, Marisa (* 1991), US-amerikanisch-philippinische Fußballspielerin
- Park, Marvin (* 2000), spanisch-nigerianischer Fußballspieler
- Park, Maud Wood (1871–1955), US-amerikanische Frauenrechtlerin
- Park, Max, koreanisch-US-amerikanischer Speedcuber
- Park, Megan (* 1986), kanadische Schauspielerin
- Park, Mi-ra (* 1987), südkoreanische Handballspielerin
- Park, Mi-suk (* 1983), südkoreanische Fußballschiedsrichterassistentin
- Park, Mi-young (* 1981), südkoreanische Tischtennisspielerin
- Park, Michael (1966–2005), britischer Copilot im Rallyesport
- Park, Michael H. (* 1976), US-amerikanischer Bundesrichter
- Park, Mike (* 1969), koreanisch-US-amerikanischer Sänger und Songwriter
- Park, Min-gyu (* 1968), südkoreanischer Autor
- Park, Min-young (* 1986), südkoreanische Schauspielerin
- Park, Mungo (1771–1806), britischer Afrikaforscher
- Park, Mungo (1836–1904), schottischer Golfer
- Park, Myung-hoon (* 1975), koreanischer Schauspieler

#### Park, N
- Park, Na-yeon (* 1998), südkoreanische Mittelstreckenläuferin
- Park, Nam-Gyu (* 1960), koreanischer Chemiker
- Park, Nick (* 1958), britischer Trickfilmer
- Park, Nira (* 1967), britische Film- und Fernsehproduzentin

#### Park, P
- Park, Patric (1811–1855), schottischer Bildhauer
- Park, Paul (* 1954), amerikanischer Science-Fiction-Autor
- Park, Pil-jun (* 1973), südkoreanischer Fußballschiedsrichter

#### Park, R
- Park, Randall (* 1974), US-amerikanischer SchauspielerRandall Park (* 1974)

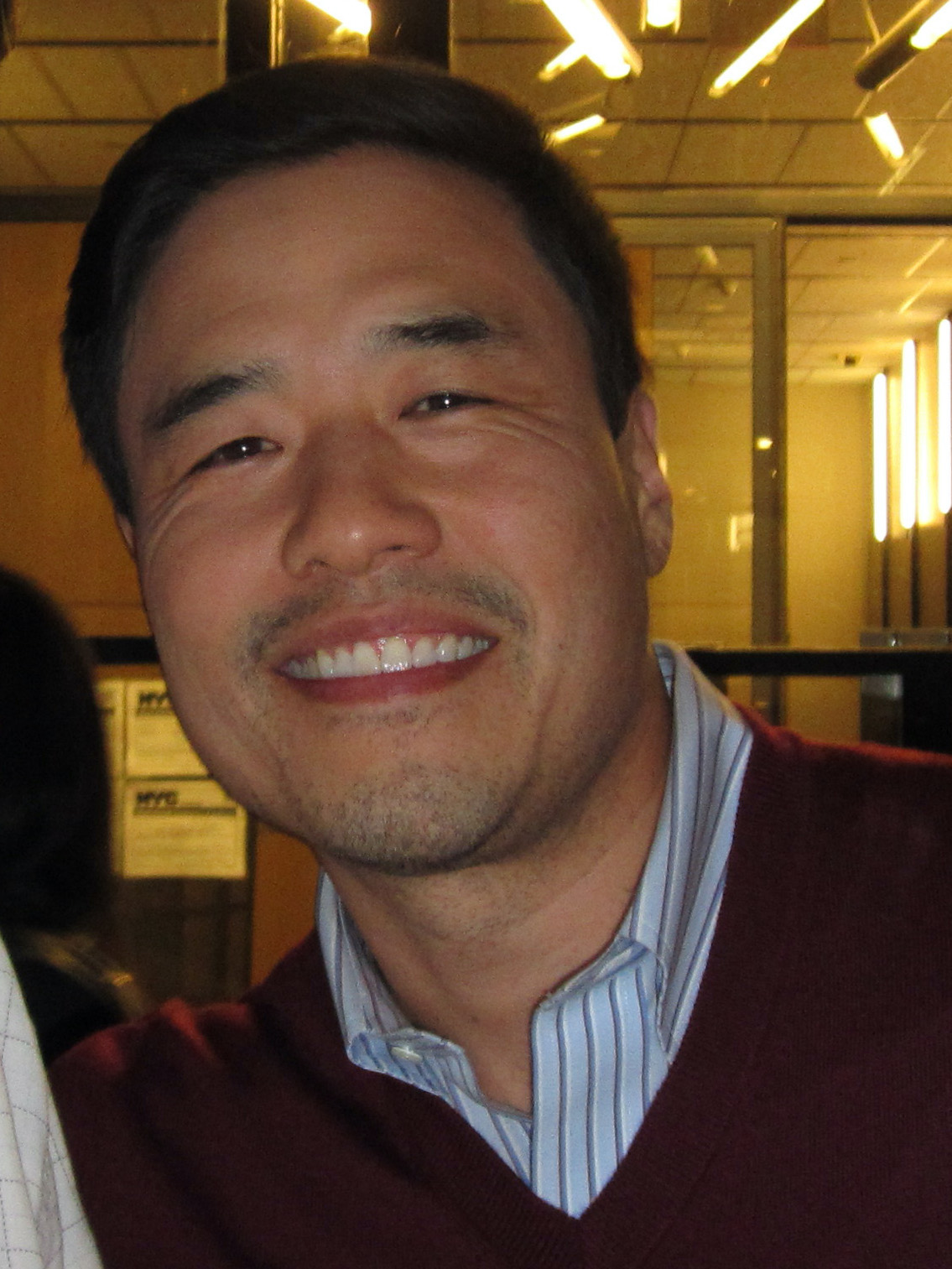
Randall Park (* 1974)

- Park, Ray (* 1974), britischer Stuntman und Schauspieler
- Park, Re-hyun (1920–1976), koreanische Malerin
- Park, Reg (1928–2007), britischer Schauspieler
- Park, Remo (1955–2016), deutscher Musiker, Komponist und Produzent
- Park, Reon (* 1971), neuseeländischer Radrennfahrer
- Park, Ri-ki (* 1992), nordkoreanischer Fußballspieler
- Park, Richard (* 1976), US-amerikanisch-südkoreanischer Eishockeyspieler und -trainer
- Park, Robert Ezra (1864–1944), US-amerikanischer Soziologe
- Park, Robert H (1902–1994), amerikanischer Elektrotechniker
- Park, Romi (* 1972), japanische Synchronsprecherin (Seiyū) koreanischer Abstammung (Zainichi)
- Park, Ruth (1917–2010), neuseeländisch-australische Schriftstellerin
- Park, Ryung-woo (* 1995), südkoreanischer E-Sportler

#### Park, S
- Park, Sae-young (* 1994), südkoreanische Handballspielerin
- Park, Saeng-kwang (1904–1985), südkoreanischer Maler
- Park, Saerom (* 1981), deutsch-koreanische Cellistin und Schauspielerin
- Park, Sang-hee (* 1995), südkoreanische Tennisspielerin
- Park, Sang-hyeok (* 1998), südkoreanischer Fußballspieler
- Park, Sang-in (* 1952), südkoreanischer Fußballspieler und -trainer
- Park, Sang-ryung (1940–2017), südkoreanischer Schriftsteller
- Park, Sang-won (* 2000), südkoreanischer Säbelfechter
- Park, Sang-young (* 1995), südkoreanischer Degenfechter und Olympiasieger
- Park, Se-wan (* 1994), südkoreanische Schauspielerin
- Park, Se-yeong (* 1993), südkoreanischer Shorttracker
- Park, Seh-jik (1933–2009), südkoreanischer Sportfunktionär
- Park, Sejong, südkoreanischer Animator
- Park, Seo-jin (* 1993), südkoreanische Hammerwerferin
- Park, Seo-joon (* 1988), südkoreanischer SchauspielerPark Seo-joon (* 1988)

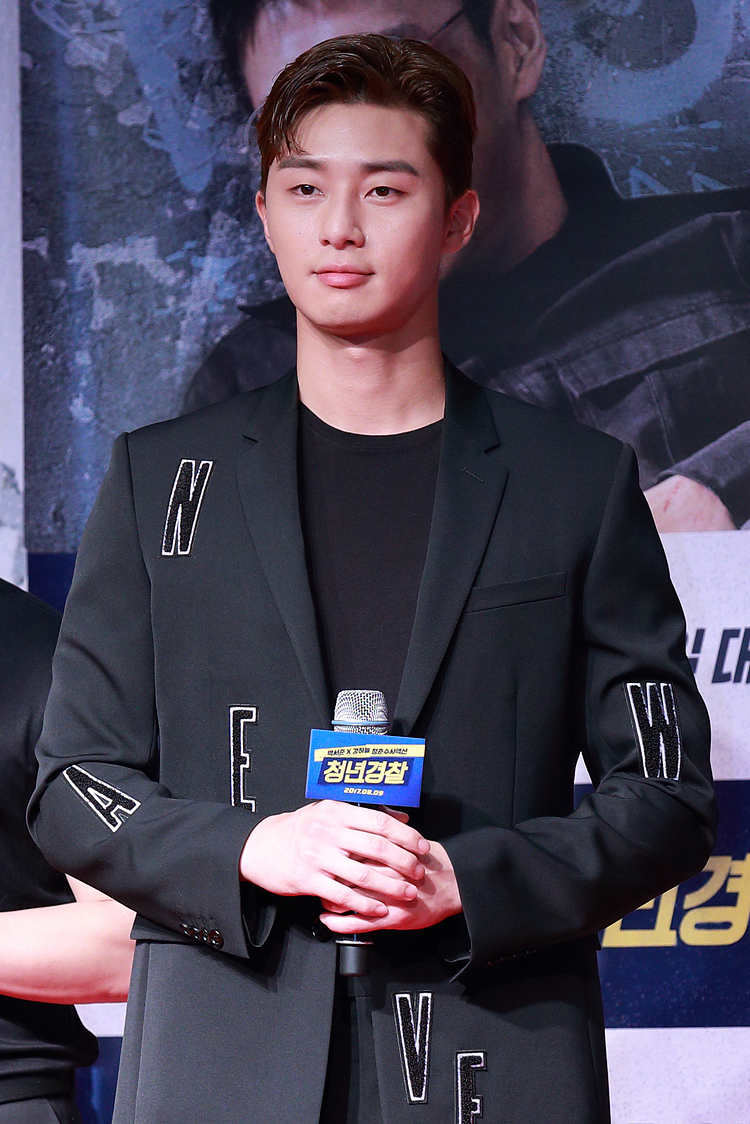
Park Seo-joon (* 1988)

- Park, Seon-ho (* 1984), südkoreanischer Radrennfahrer
- Park, Seong-cheol (* 1975), südkoreanischer Fußballspieler und -trainer
- Park, Seong-su (* 1996), südkoreanischer Fußballspieler
- Park, Seung-hi (* 1992), südkoreanische Shorttrackerin
- Park, Seung-ju (* 1990), südkoreanische Eisschnellläuferin
- Park, Shin-hye (* 1990), südkoreanische Schauspielerin
- Park, Si-eun (* 2001), südkoreanische Sängerin und Schauspielerin
- Park, Si-hun (* 1965), südkoreanischer Boxer
- Park, Si-yeon (* 1979), südkoreanische Schauspielerin
- Park, Si-young (* 1968), koreanischer Politikberater und Autor
- Park, Sie-young (* 1999), südkoreanischer Sprinter
- Park, Simon (* 1946), englischer Komponist und Orchesterleiter
- Park, Skylar (* 1999), kanadische Taekwondoin
- Park, So-dam (* 1991), südkoreanische SchauspielerinPark So-dam (* 1991)

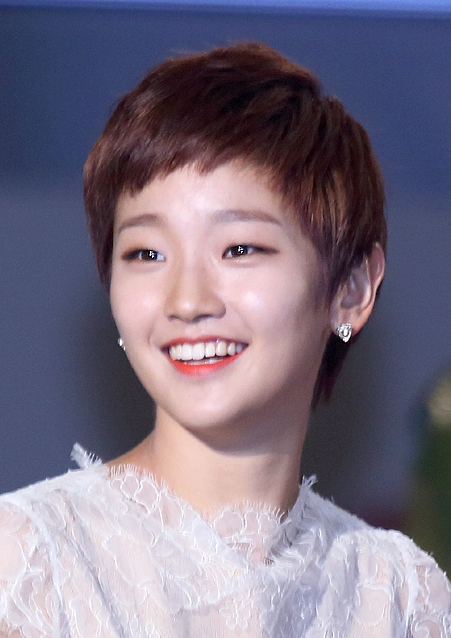
Park So-dam (* 1991)

- Park, So-hyun (* 2002), südkoreanische Tennisspielerin
- Park, So-youn (* 1997), südkoreanische Eiskunstläuferin
- Park, So-young (* 1994), südkoreanische Badmintonspielerin
- Park, So-yun, südkoreanische Badmintonspielerin
- Park, Soo-ho (* 1991), südkoreanischer E-Sportler
- Park, Soo-keun (1914–1965), südkoreanischer Maler
- Park, Soo-nam (1947–2024), koreanischer Taekwondoin
- Park, Soo-yun (* 1974), südkoreanische Badmintonspielerin
- Park, Stephanie Sarreal, US-amerikanische Theater- und Filmschauspielerin
- Park, Steve, US-amerikanischer Schauspieler
- Park, Su-bin, südkoreanische Koloratursopranistin
- Park, Su-bin (* 1999), südkoreanischer Fußballspieler
- Park, Sun-young (* 1985), südkoreanische Badmintonspielerin
- Park, Sung-bae (* 1969), südkoreanischer Badmintonspieler
- Park, Sung-baek (* 1985), südkoreanischer Radrennfahrer
- Park, Sung-hwa (* 1955), südkoreanischer Fußballspieler und -trainer
- Park, Sung-hwan (* 1984), südkoreanischer Badmintonspieler
- Park, Sung-hyun (* 1983), südkoreanische Bogenschützin
- Park, Sung-je (* 1988), südkoreanischer Eishockeytorwart
- Park, Sung-min (* 1975), südkoreanischer Eishockeyspieler
- Park, Sung-min (* 1990), südkoreanischer Badmintonspieler
- Park, Sung-soo (* 1970), südkoreanischer Bogenschütze
- Park, Sung-woo (* 1971), südkoreanischer Badmintonspieler
- Park, Susan (* 1984), US-amerikanische Filmschauspielerin

#### Park, T
- Park, Tae-bun (* 1971), südkoreanische Musikerin
- Park, Tae-geon (* 1991), südkoreanischer Sprinter
- Park, Tae-hwan (* 1989), südkoreanischer Schwimmer
- Park, Tae-hyeong (* 1992), südkoreanischer Fußballspieler
- Park, Tae-joon (* 2004), südkoreanischer Taekwondoin
- Park, Tae-kyong (* 1980), südkoreanischer Hürdensprinter
- Park, Tae-sang (* 1979), südkoreanischer Badmintonspieler
- Park, Tae-soo (* 1989), südkoreanischer Fußballspieler
- Park, T’ae-sun (1942–2019), südkoreanischer Schriftsteller
- Park, Thomas (1908–1992), US-amerikanischer Zoologe und Tierökologe
- Park, Tu-jin (1916–1998), südkoreanischer Lyriker

#### Park, W
- Park, Wan-su (* 1955), südkoreanischer Politiker, Bürgermeister von Changwon
- Park, Willie Jr. (1864–1925), schottischer Berufsgolfer und Golfarchitekt
- Park, Willie senior (1833–1903), schottischer Golfsportler
- Park, Won-been (* 2001), südkoreanischer Leichtathlet
- Park, Won-jae (* 1984), südkoreanischer Fußballspieler
- Park, Won-jin (* 2003), südkoreanischer Sprinter
- Park, Won-soon (1956–2020), südkoreanischer Politiker, Bürgermeister Seouls
- Park, Woo-sang (* 1985), südkoreanischer Eishockeyspieler

#### Park, Y
- Park, Ye-eun (* 1996), südkoreanische Fußballspielerin
- Park, Yeon-mi (* 1993), koreanische MenschenrechtlerinPark Yeon-mi (* 1993)

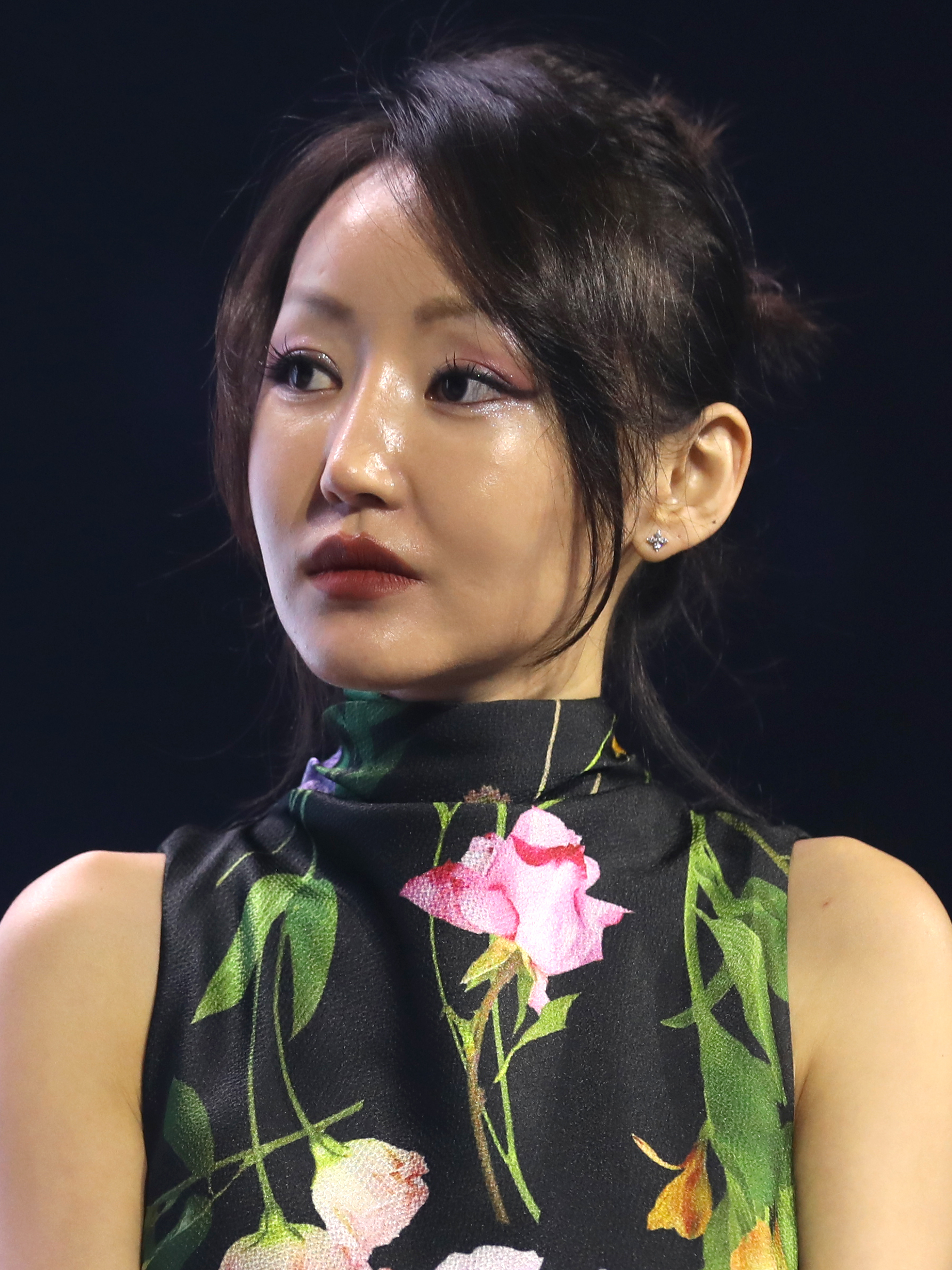
Park Yeon-mi (* 1993)

- Park, Yi-young (* 1994), südkoreanischer Fußballspieler
- Park, Yŏng-han (1947–2006), südkoreanischer Schriftsteller
- Park, Yong-ji (* 2002), südkoreanischer Fußballspieler
- Park, Yong-jin (* 1971), südkoreanischer Politiker
- Park, Yong-kyun (* 1967), südkoreanischer Boxer
- Park, Yong-rae (1925–1980), südkoreanischer Lyriker
- Park, Yong-woo (* 1993), südkoreanischer Fußballspieler
- Park, Yoo-na (* 1997), südkoreanische Schauspielerin
- Park, Young-chul (* 1954), südkoreanischer Judoka
- Park, Young-rok (* 1978), südkoreanischer Fußballschiedsrichter
- Park, Young-seok (* 1963), südkoreanischer Extrembergsteiger und Abenteurer
- Park, Young-sook (* 1988), südkoreanische Tischtennisspielerin
- Park, Yun-bae (* 1979), südkoreanischer Biathlet

#### Park, Z
- Park, Živka (* 1985), französische Politikerin

### Park-L
- Park-Lincoln, Lar (1961–2025), US-amerikanische Schauspielerin

### Parka
- Parka, Jurassica (* 1979), deutsche DragqueenJurassica Parka (* 1979)

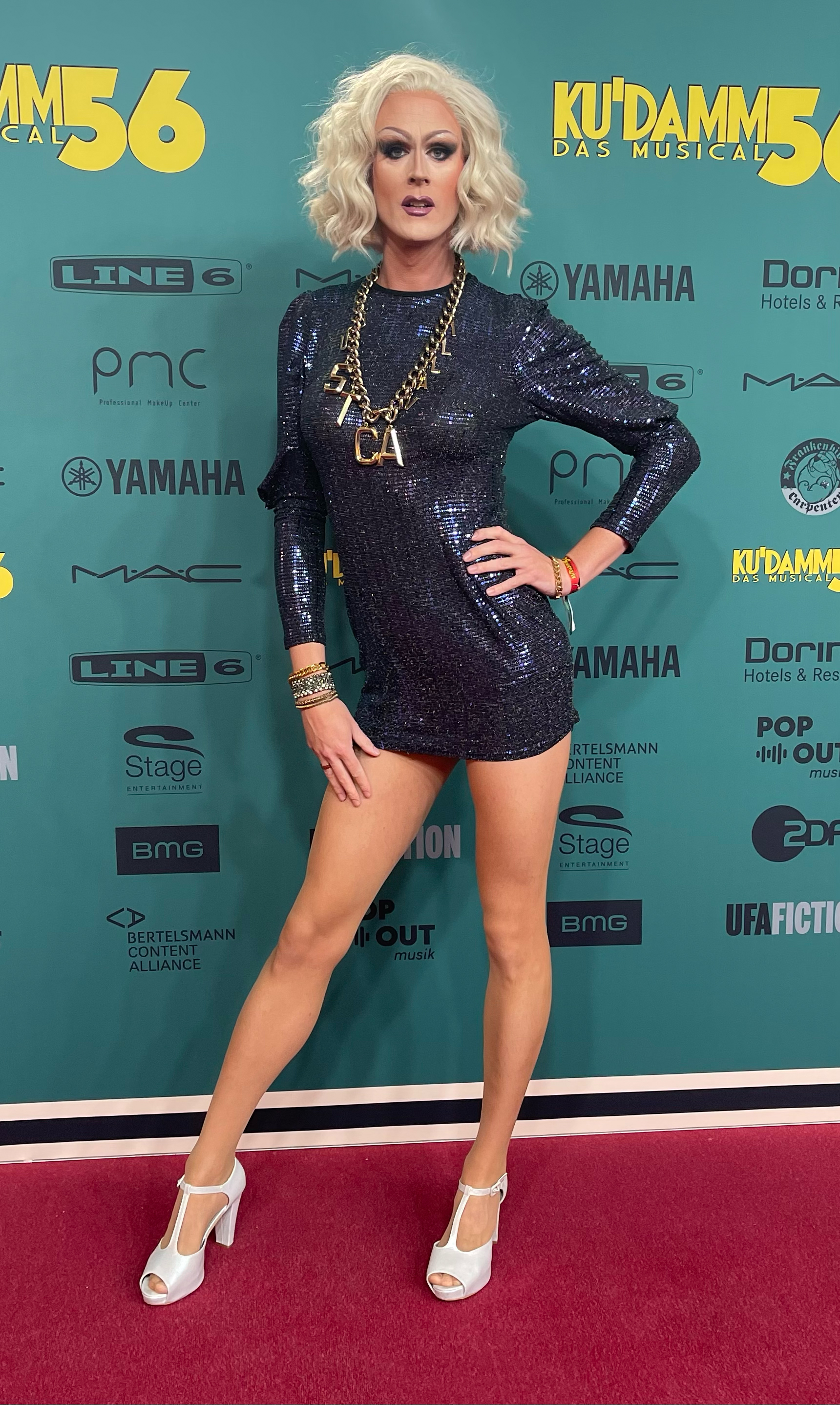
Jurassica Parka (* 1979)

- Parkadse, Luka (* 2005), georgischer Fußballspieler
- Parkanová, Vlasta (* 1951), tschechische Politikerin, Mitglied des Abgeordnetenhauses

### Parke
- Parke, Benjamin (1777–1835), US-amerikanischer Politiker
- Parke, Evan (* 1968), jamaikanischer Schauspieler
- Parke, James (1881–1946), irischer Tennisspieler
- Parke, Jeff (* 1982), US-amerikanischer Fußballspieler
- Parke, John Grubb (1827–1900), US-amerikanischer Militär, General der US Army
- Parke, Mary (1908–1989), britische Meeresbotanikerin und Phykologin
- Parke, Richard (1893–1950), US-amerikanischer Bobfahrer
- Parke, Ronan (* 1998), britischer Sänger
- Parke, Simon (* 1972), englischer Squashspieler
- Parke, Trent (* 1971), australischer Fotograf

#### Parkeh
- ParkeHarrison, Robert (* 1968), US-amerikanischer Fotograf

#### Parken
- Parkening, Christopher (* 1947), US-amerikanischer Gitarrist
- Parkentin, Johannes von († 1511), Bischof des Bistums Ratzeburg

#### Parker B – Parker-

##### Parker B
- Parker Bowles, Andrew (* 1939), britischer Offizier des Heeres

##### Parker P
- Parker Pearson, Michael (* 1957), britischer Archäologe und Professor

##### Parker, A – Parker, Z

###### Parker, A
- Parker, Abraham X. (1831–1909), US-amerikanischer Jurist und Politiker
- Parker, Ace (1912–2013), US-amerikanischer American-Football- und Baseballspieler, Baseball- und Footballtrainer
- Parker, Adam John (* 1972), US-amerikanischer Geistlicher und römisch-katholischer Weihbischof in Baltimore
- Parker, Adrian (* 1951), britischer Pentathlet
- Parker, Al (1952–1992), US-amerikanischer Filmregisseur, Filmproduzent und Pornodarsteller
- Parker, Alan (1944–2020), britischer Filmregisseur, Drehbuchautor und FilmproduzentAlan Parker (1944–2020)

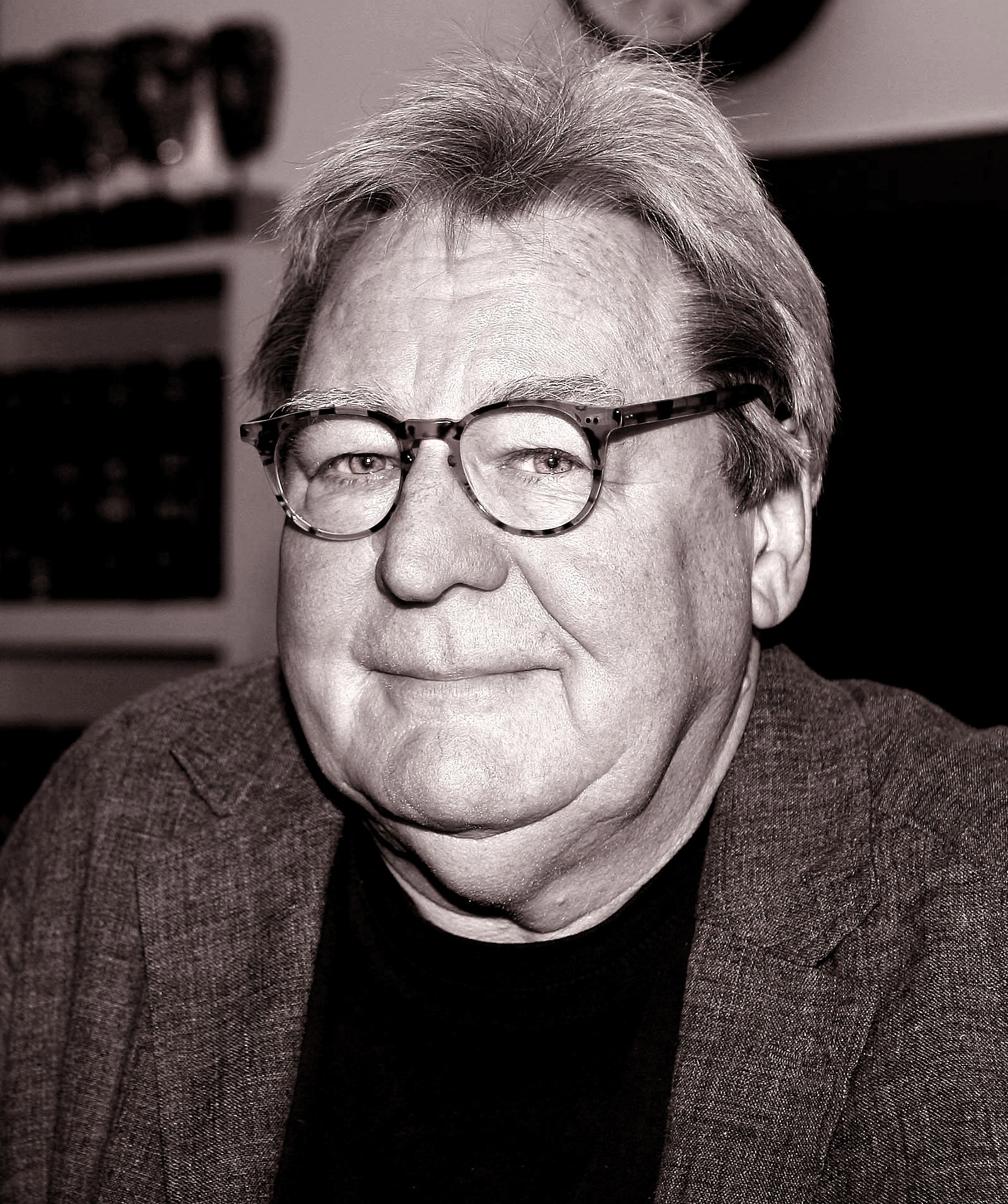
Alan Parker (1944–2020)

- Parker, Alban J. (1893–1971), US-amerikanischer Jurist und Politiker
- Parker, Alex (1935–2010), schottischer Fußballspieler und -trainer
- Parker, Alice H. (* 1895), US-amerikanische Erfinderin
- Parker, Alison († 2015), US-amerikanische Journalistin, Mordopfer
- Parker, Alton B. (1852–1926), US-amerikanischer Jurist und US-Präsidentschaftskandidat 1904
- Parker, Amasa J. (1807–1890), US-amerikanischer Jurist und Politiker
- Parker, Amasa J. Jr. (1843–1938), US-amerikanischer Rechtsanwalt, Offizier und Politiker
- Parker, Anderson (* 1998), australischer Rollstuhltennisspieler
- Parker, André (* 1966), deutscher Musiker
- Parker, Andrea (* 1969), britische Musikerin
- Parker, Andrea (* 1970), US-amerikanische SchauspielerinAndrea Parker (* 1970)

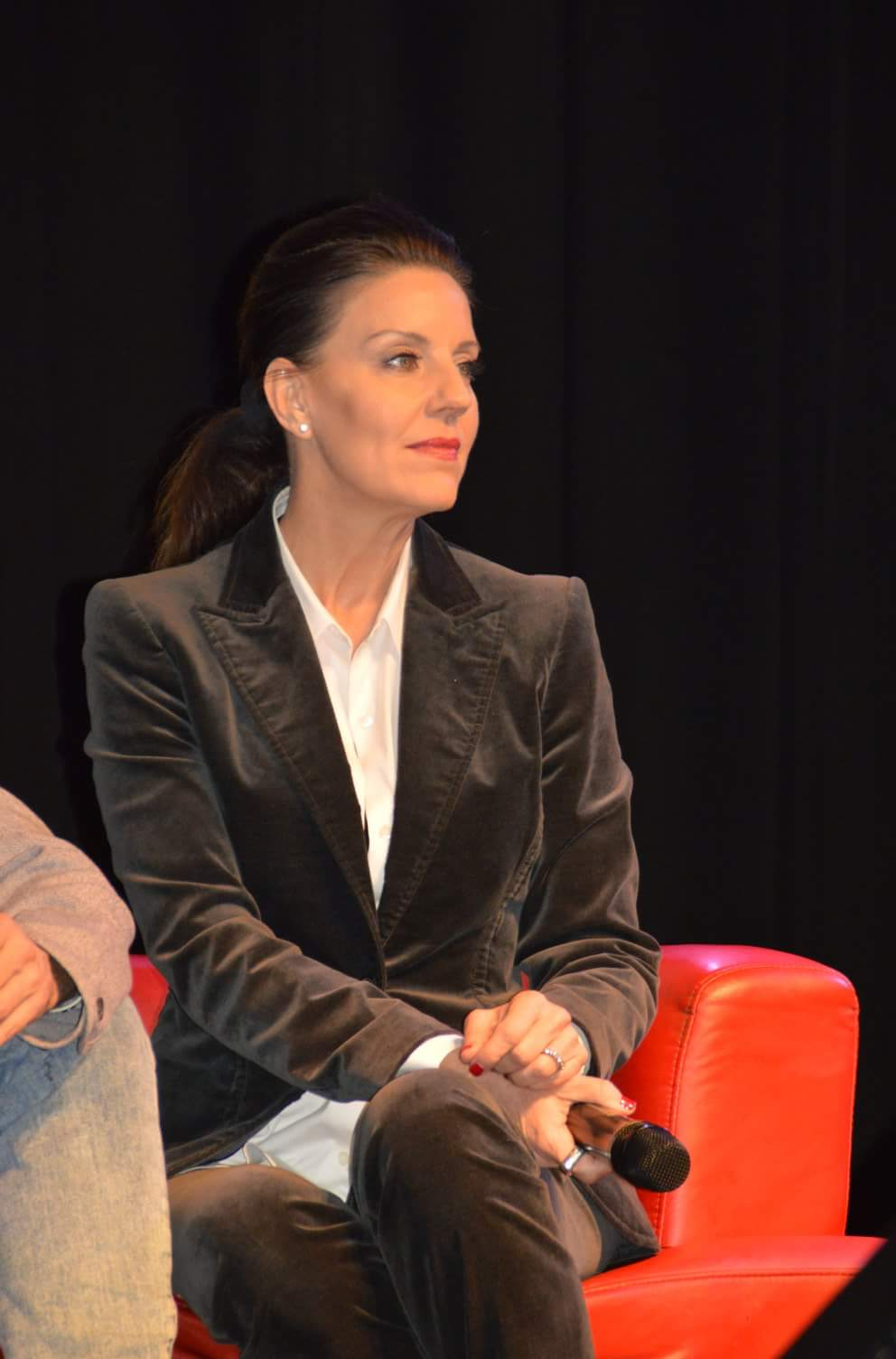
Andrea Parker (* 1970)

- Parker, Andrew (1805–1864), US-amerikanischer Politiker
- Parker, Andrew (* 1965), jamaikanischer Hürdenläufer
- Parker, Andrew, Baron Parker of Minsmere (* 1962), britischer Politiker und ehemaliger Nachrichtendienstler
- Parker, Andy (* 1952), englischer Schlagzeuger
- Parker, Angel (* 1980), US-amerikanische Schauspielerin
- Parker, Annise (* 1956), US-amerikanische Politikerin, Bürgermeisterin von Houston
- Parker, Anthony (* 1975), US-amerikanischer Basketballspieler
- Parker, Arthur Jeph (1926–2002), US-amerikanischer Szenenbildner

###### Parker, B
- Parker, Barbara (* 1982), englische Leichtathletin
- Parker, Barnett (1886–1941), englischer Schauspieler
- Parker, Bernard (* 1986), südafrikanischer Fußballspieler
- Parker, Bill (1911–1963), US-amerikanischer Comicautor und Verlagsredakteur
- Parker, Blake (* 1985), US-amerikanischer Baseballspieler
- Parker, Bobby (1891–1950), schottischer Fußballspieler und -trainer
- Parker, Bobby (1937–2013), US-amerikanischer Blues-Gitarrist, Sänger und Songschreiber
- Parker, Bonnie (1910–1934), US-amerikanische Kriminelle
- Parker, Brad (* 1980), kanadischer Fußballspieler
- Parker, Brandon (1963–2020), britischer Sportmanager, -promoter und Billardfunktionär
- Parker, Brandon D., US-amerikanischer Offizier, Generalmajor der US Air Force
- Parker, Brant (1920–2007), US-amerikanischer Comiczeichner
- Parker, Brock (* 1981), US-amerikanischer Pokerspieler
- Parker, Buddy (1913–1982), US-amerikanischer Football-Spieler und -Trainer

###### Parker, C
- Parker, Candace (* 1986), US-amerikanische Basketballspielerin
- Parker, Carolyn (1917–1966), US-amerikanische Physikerin und Hochschullehrerin
- Parker, Cecil (1897–1971), britischer Schauspieler
- Parker, Cecilia (1914–1993), kanadisch-US-amerikanische Schauspielerin
- Parker, Chan (1925–1999), US-amerikanische Schriftstellerin
- Parker, Charles D. (1827–1925), US-amerikanischer Politiker
- Parker, Charles Pomeroy (1852–1916), US-amerikanischer Klassischer Philologe
- Parker, Charlie (1920–1955), US-amerikanischer Musiker (Altsaxophonist und Komponist)Charlie Parker (1920–1955)

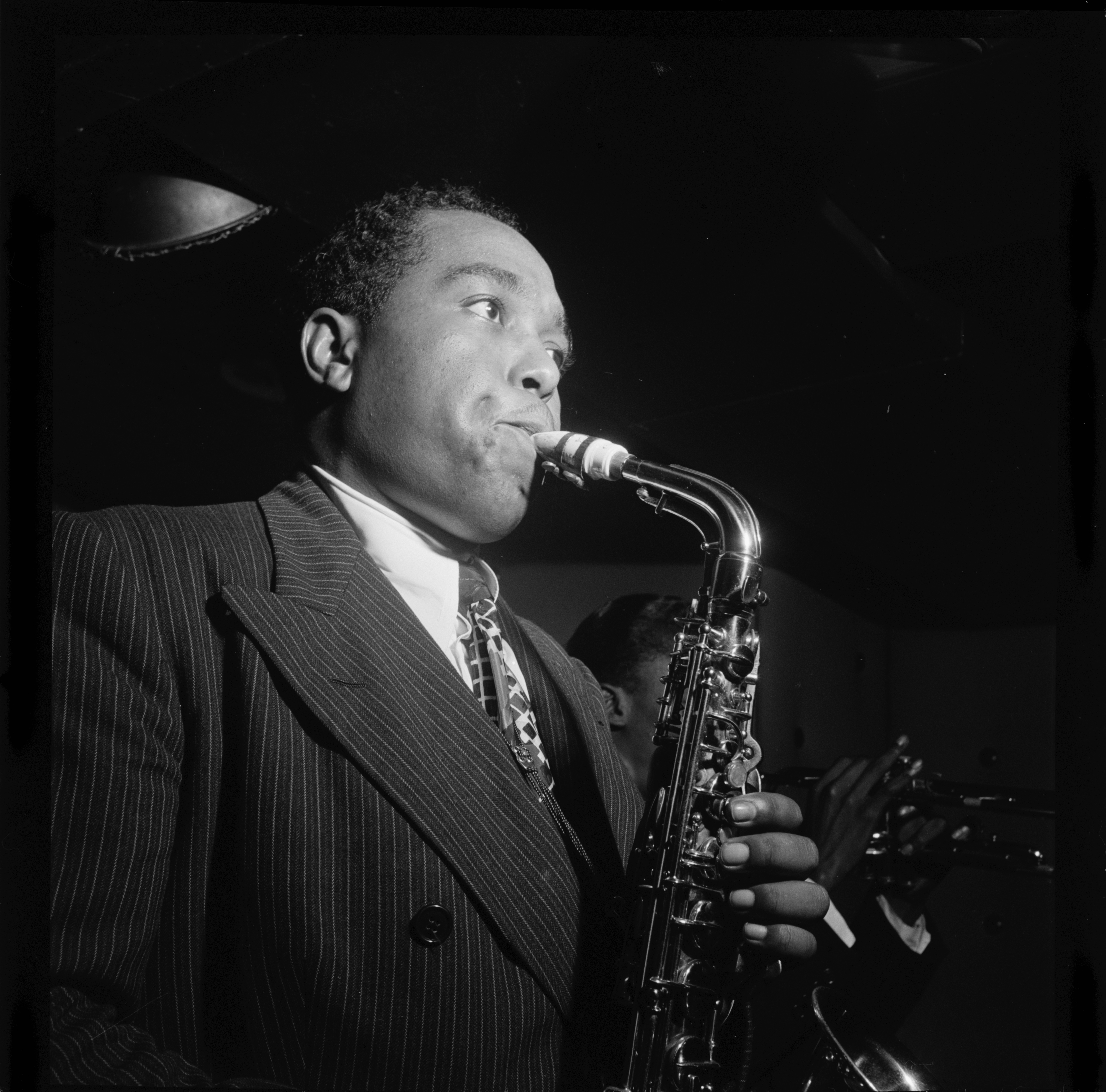
Charlie Parker (1920–1955)

- Parker, Cliff (1913–1983), englischer Fußballspieler
- Parker, Clifton (1905–1989), britischer Filmkomponist
- Parker, Clifton G. (1906–1988), US-amerikanischer Jurist und Politiker
- Parker, Cole, britischer Schauspieler, Komiker und Moderator
- Parker, Corey (* 1965), US-amerikanischer Fernseh- und Filmschauspieler
- Parker, Corey (* 1986), US-amerikanischer Fußballschiedsrichterassistent
- Parker, Cornelia (* 1956), englische Bildhauerin und Installationskünstlerin
- Parker, Cortlandt (1884–1960), US-amerikanischer Offizier, Generalmajor der US-Army
- Parker, Craig (* 1970), neuseeländischer Schauspieler
- Parker, Crawford F. (1906–1986), US-amerikanischer Politiker
- Parker, Cynthia Ann (1827–1870), US-amerikanische Siedlerin die 24 Jahre unter Comanchen lebteCynthia Ann Parker (1827–1870)

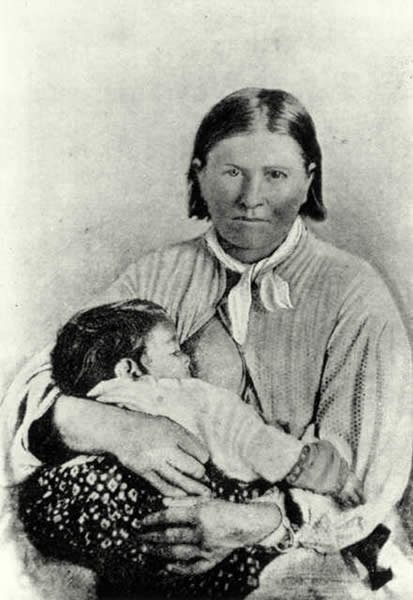
Cynthia Ann Parker (1827–1870)

###### Parker, D
- Parker, Dale (* 1992), australischer Bahn- und Straßenradrennfahrer
- Parker, Daniel, Maskenbildner und Spezialeffektkünstler
- Parker, David (* 1951), US-amerikanischer Tontechniker
- Parker, David (1959–2010), britischer Schwimmer
- Parker, David (* 1960), neuseeländischer Jurist und Politiker der New Zealand Labour Party
- Parker, David Stuart (1919–1990), US-amerikanischer Armeeoffizier und Gouverneur der Panamakanalzone
- Parker, Dawaun (* 1983), US-amerikanischer Musikproduzent
- Parker, Dehra (1882–1963), britische Politikerin (Ulster Unionist Party)
- Parker, Denise (* 1973), US-amerikanische Bogenschützin und Bogenbiathletin
- Parker, DeVante (* 1993), US-amerikanischer Footballspieler
- Parker, Devante (* 1996), deutscher Fußballspieler
- Parker, Dolores, US-amerikanische Jazzsängerin und Schauspielerin
- Parker, Dorothee (* 1938), deutsche Schauspielerin und Geschäftsfrau
- Parker, Dorothy (1893–1967), US-amerikanische Schriftstellerin, Theater- und LiteraturkritikerinDorothy Parker (1893–1967)

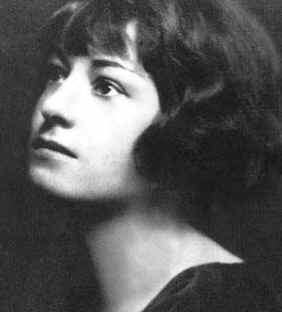
Dorothy Parker (1893–1967)

- Parker, Douglass (1927–2011), amerikanischer Altphilologe, Hochschullehrer und Übersetzer

###### Parker, E
- Parker, Eddie (1900–1960), US-amerikanischer Schauspieler und Stuntman
- Parker, Eddie (* 1959), britischer Musiker
- Parker, Edith, US-amerikanische Tennisspielerin
- Parker, Edna (1893–2008), US-amerikanische Altersrekordlerin, für 15 Monate die älteste lebende Person der Welt
- Parker, Edward Stone (1802–1865), britischer Methodisten-Prediger und Assistant Protector of Aborigines
- Parker, Edwin P. (1891–1983), US-amerikanischer Offizier, Generalmajor der US Army
- Parker, Eleanor (1922–2013), US-amerikanische Schauspielerin
- Parker, Elizabeth, 4. Baron Monteagle (1558–1585), englische Adlige
- Parker, Ellen (* 1949), US-amerikanische Schauspielerin
- Parker, Ely Samuel (1828–1895), Häuptling des Wolf-Clans der Seneca und Offizier unter US-General Ulysses S. Grant
- Parker, Emma (* 1999), englische Snookerspielerin
- Parker, Ernest (1895–1965), britischer Schwimmer
- Parker, Ernest L. (1864–1934), US-amerikanischer Politiker
- Parker, Ernest Tilden (1926–1991), US-amerikanischer Mathematiker
- Parker, Ernie (1883–1918), australischer Tennisspieler
- Parker, Errol (1930–1998), US-amerikanischer Jazzmusiker
- Parker, Erwin (1903–1987), deutscher Schauspieler, Hörspielsprecher und Schauspiellehrer
- Parker, Eugene N. (1927–2022), US-amerikanischer Astrophysiker
- Parker, Evan (* 1944), britischer Jazz- und Improvisationsmusiker

###### Parker, F
- Parker, Fess (1924–2010), US-amerikanischer Schauspieler und WinzerFess Parker (1924–2010)

Fess Parker (1924–2010)

- Parker, Florentyna (* 1989), englische Golfsportlerin
- Parker, Frances (1875–1924), neuseeländisch-britische Suffragette und Kämpferin für das Frauenwahlrecht in Großbritannien
- Parker, Francis L. (1873–1966), US-amerikanischer Offizier, Brigadegeneral der US-Army
- Parker, Francis Wayland (1837–1902), Reformpädagoge in der amerikanischen Lehrerausbildung
- Parker, Frank (1872–1947), US-amerikanischer Generalmajor (U.S. Army)
- Parker, Frank (1916–1997), US-amerikanischer Tennisspieler

###### Parker, G
- Parker, Garry (* 1965), englischer Fußballspieler
- Parker, Geoff (* 1944), britischer Biologe
- Parker, Geoffrey (* 1943), britisch-amerikanischer Neuzeit- und Militärhistoriker
- Parker, George (1896–1974), australischer Geher
- Parker, George (* 1996), britischer Theater- und Filmschauspieler
- Parker, George (* 1996), englischer Squashspieler
- Parker, George C. (1860–1936), US-amerikanischer Betrüger und Fälscher
- Parker, George Howard (1864–1955), US-amerikanischer Zoologe und Hochschullehrer
- Parker, George, 2. Earl of Macclesfield († 1764), britischer Astronom und Präsident der Royal Society
- Parker, Graham (* 1950), britischer Sänger und SongschreiberGraham Parker (* 1950)

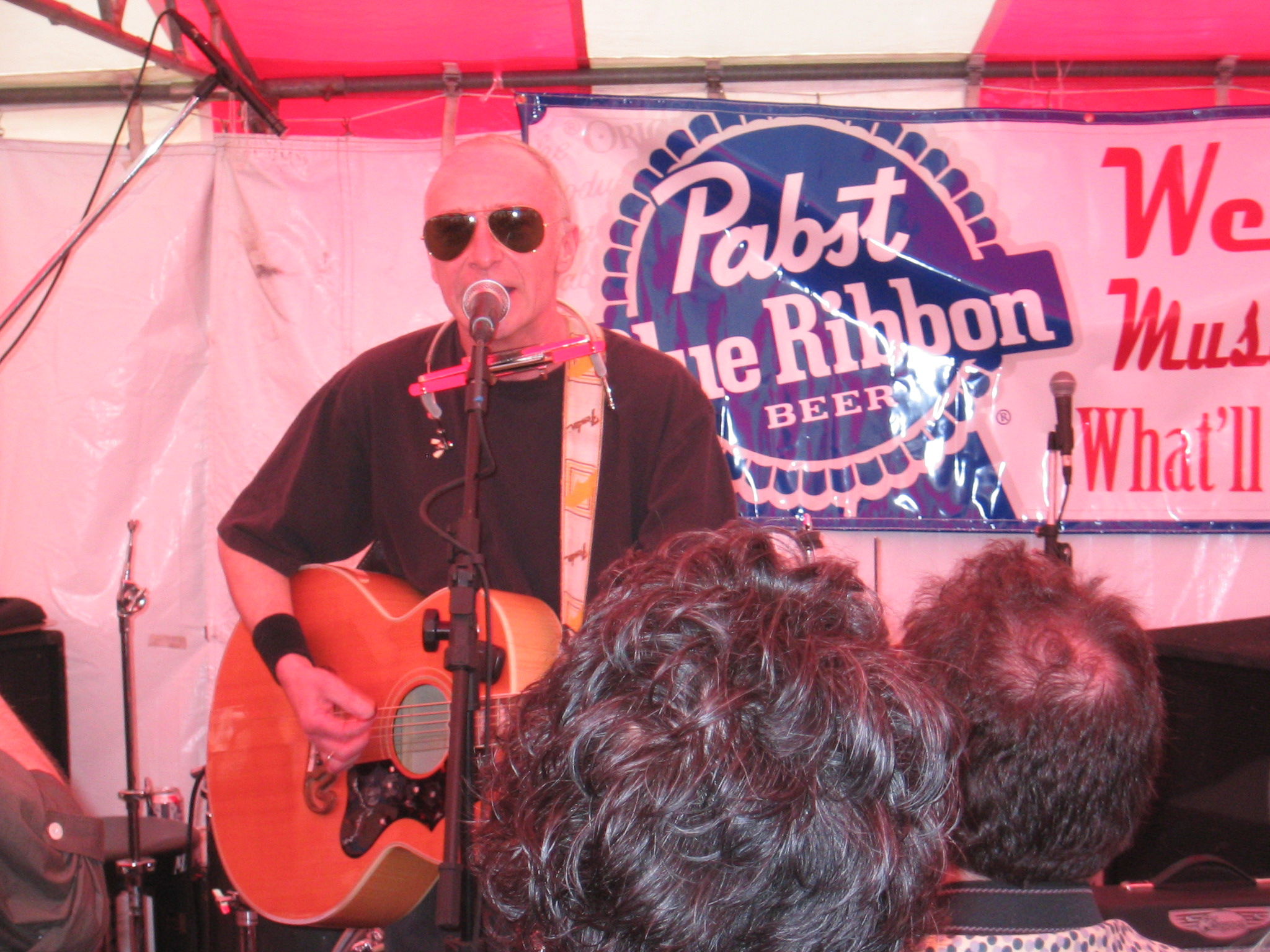
Graham Parker (* 1950)

- Parker, Greg (* 1960), australischer Sprinter

###### Parker, H
- Parker, Hampton Wildman (1897–1968), englischer Herpetologe
- Parker, Harry (1947–2012), US-amerikanischer Baseballspieler
- Parker, Harry Alabaster (1873–1961), neuseeländischer Tennisspieler
- Parker, Henry, britischer Politiker, Gouverneur der Province of Georgia
- Parker, Henry (1808–1881), australischer Politiker und Premier von New South Wales
- Parker, Henry, 14. Baron Morley († 1655), englischer Peer
- Parker, Homer C. (1885–1946), US-amerikanischer Politiker
- Parker, Horatio (1863–1919), US-amerikanischer Komponist
- Parker, Hosea Washington (1833–1922), US-amerikanischer Politiker
- Parker, Hubert, Baron Parker of Waddington (1900–1972), britischer Jurist
- Parker, Hyde (* 1714), britischer Admiral
- Parker, Hyde (1739–1807), britischer Admiral
- Parker, Hyde (1786–1854), britischer Vizeadmiral

###### Parker, I
- Parker, Isaac (1768–1830), US-amerikanischer Jurist und Politiker
- Parker, Isaac Charles (1838–1896), US-amerikanischer Richter im Wilden Westen
- Parker, Isaac T. (1849–1911), US-amerikanischer Politiker
- Parker, Isadore Nathaniel (1908–2011), US-amerikanischer Jazz-Trompeter

###### Parker, J
- Parker, Jabari (* 1995), US-amerikanischer BasketballspielerJabari Parker (* 1995)

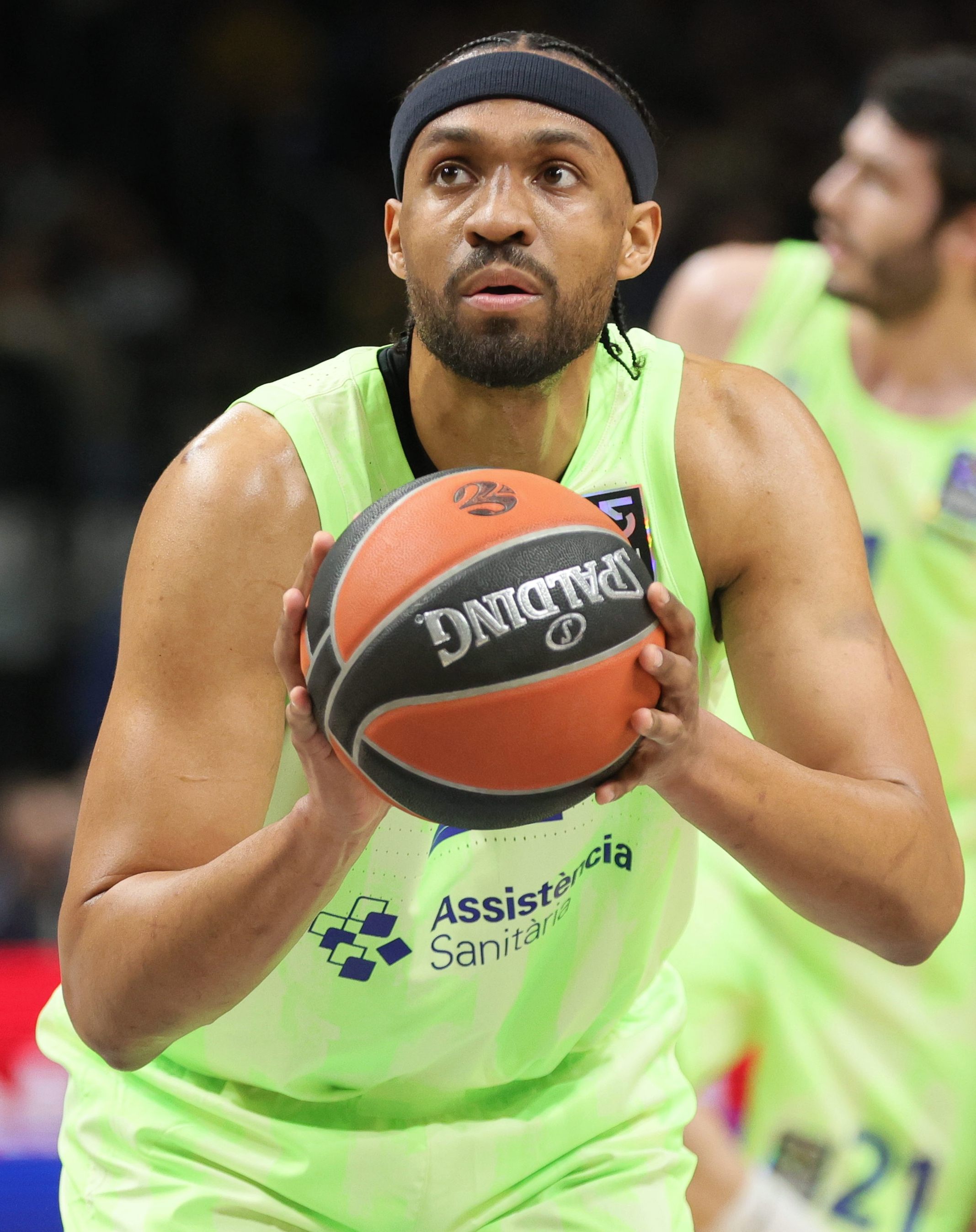
Jabari Parker (* 1995)

- Parker, Jack (1915–1964), US-amerikanischer Zehnkämpfer
- Parker, Jack (1927–2022), britischer Hürdenläufer
- Parker, Jack, US-amerikanischer Jazz- und Rhythm-&-Blues-Schlagzeuger und Bandleader
- Parker, James (1768–1837), US-amerikanischer Politiker
- Parker, James (1776–1868), US-amerikanischer Politiker
- Parker, James, britischer Pfarrer und Zementhersteller
- Parker, James (1863–1948), britischer Politiker der Labour Party, Unterhausabgeordneter und Juniorminister
- Parker, James Cutler Dunn (1828–1916), US-amerikanischer Komponist
- Parker, James Lewis (* 1994), argentinischer Handballspieler
- Parker, James Roland Walter (1919–2009), britischer Diplomat und Gouverneur
- Parker, James S. (1867–1933), US-amerikanischer Politiker
- Parker, Jameson (* 1947), US-amerikanischer Schauspieler
- Parker, Jamie (* 1979), britischer Film- und TheaterschauspielerJamie Parker (* 1979)

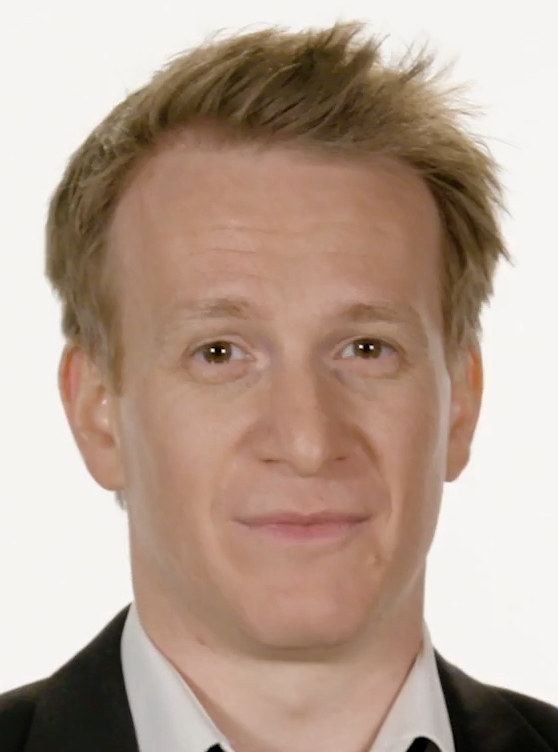
Jamie Parker (* 1979)

- Parker, Jane (* 1960), britische Biologin und Hochschullehrerin an der Universität zu Köln
- Parker, Janet (1938–1978), letztes bekannte Todesopfer der Pocken
- Parker, Jann († 2023), US-amerikanische Jazzsängerin
- Parker, Jason (* 1975), kanadischer Eisschnellläufer
- Parker, Jean (1915–2005), US-amerikanische SchauspielerinJean Parker (1915–2005)

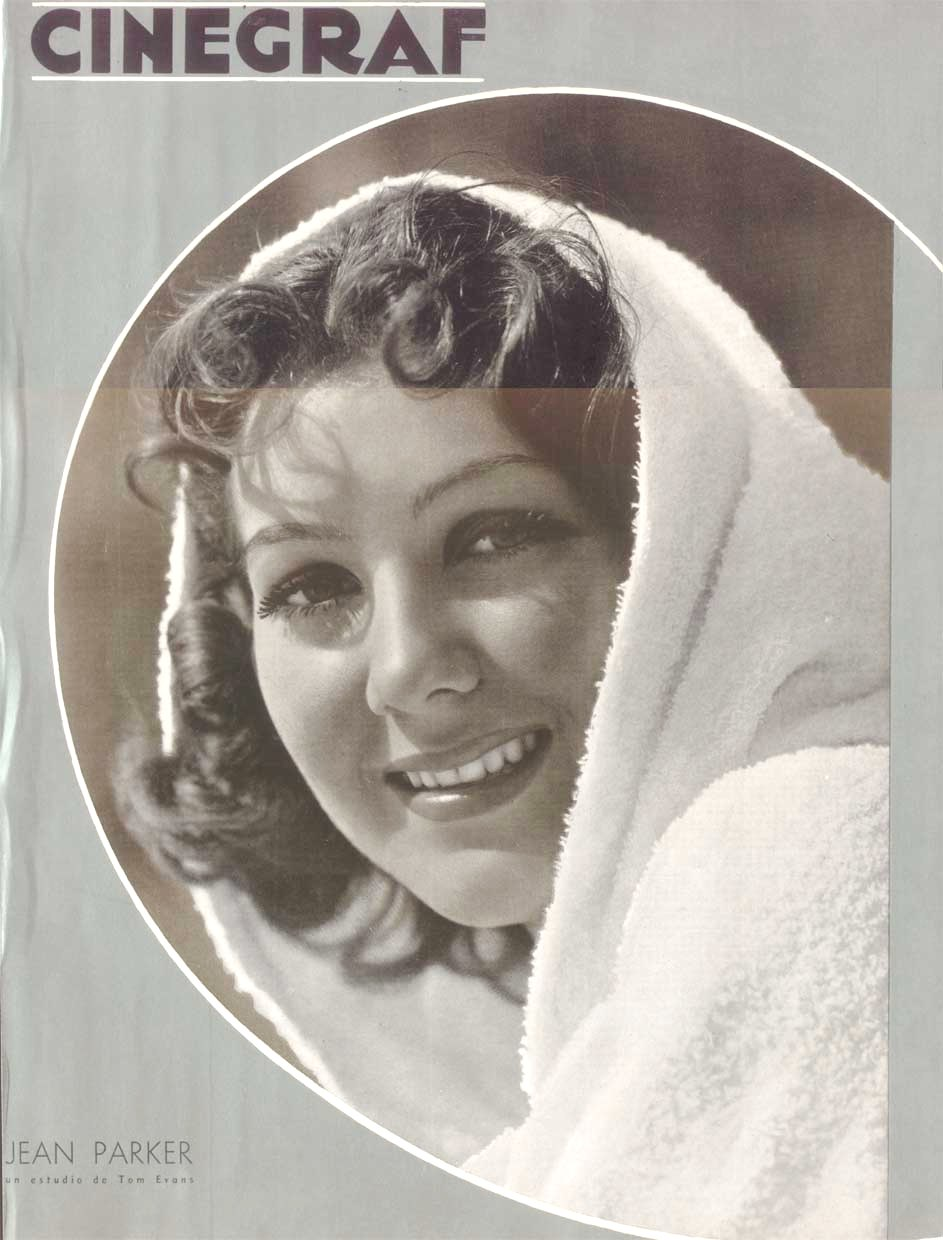
Jean Parker (1915–2005)

- Parker, Jeff (1964–2017), US-amerikanischer Eishockeyspieler
- Parker, Jeff (* 1967), US-amerikanischer Gitarrist
- Parker, Jenna (* 1984), US-amerikanische Triathletin und Schauspielerin
- Parker, Jens (* 1988), deutscher Politiker (Grüne Jugend)
- Parker, Jim (1934–2005), US-amerikanischer American-Football-Spieler
- Parker, Jim (1934–2023), britischer Komponist
- Parker, Joel (1816–1888), US-amerikanischer Politiker
- Parker, John (1710–1765), britischer Historien- und Porträtmaler
- Parker, John (1759–1832), US-amerikanischer Politiker
- Parker, John (* 1946), US-amerikanischer Wasserballspieler
- Parker, John (1958–2018), britischer Radrennfahrer
- Parker, John Frederick (1853–1911), US-amerikanischer Marineoffizier
- Parker, John Johnston (1885–1958), US-amerikanischer Richter
- Parker, John M. (1805–1873), US-amerikanischer Jurist und Politiker
- Parker, John M. (1863–1939), US-amerikanischer Politiker und Baumwollhändler
- Parker, John, 6. Earl of Morley (1923–2015), britischer Adliger und Politiker
- Parker, Johnny (1929–2010), britischer Jazz-Pianist
- Parker, Joseph (* 1992), neuseeländischer Boxer im SchwergewichtJoseph Parker (* 1992)

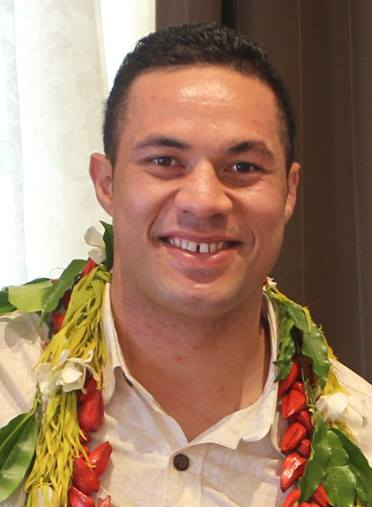
Joseph Parker (* 1992)

- Parker, Josh (* 1989), US-amerikanischer Basketballspieler
- Parker, Josiah (1751–1810), US-amerikanischer Politiker
- Parker, Junior (1932–1971), US-amerikanischer Blues-Musiker

###### Parker, K
- Parker, Katharine (1886–1971), australische Pianistin und Komponistin
- Parker, Kay (1944–2022), britische Schauspielerin und Pornodarstellerin
- Parker, Kelly (* 1981), kanadische Fußballspielerin
- Parker, Kiara (* 1996), US-amerikanische Sprinterin
- Parker, Knocky (1918–1986), US-amerikanischer Jazzpianist

###### Parker, L
- Parker, Lara (1938–2023), US-amerikanische Schauspielerin
- Parker, Lawton S. (1868–1954), US-amerikanischer Maler des Impressionismus
- Parker, Leni (* 1966), kanadische Schauspielerin
- Parker, Leo (1925–1962), US-amerikanischer Jazzsaxophonist
- Parker, Leon (* 1965), US-amerikanischer Jazz-Schlagzeuger
- Parker, Leonard (* 1938), US-amerikanischer theoretischer Physiker
- Parker, Liza (* 1980), englische Badmintonspielerin
- Parker, Lynne, US-amerikanische Informatikerin und Hochschullehrerin

###### Parker, M
- Parker, Maceo (* 1943), amerikanischer Funkmusiker (Altsaxophon, Gesang)
- Parker, Margaret (* 1949), australische Speerwerferin
- Parker, Margot (* 1943), britische Politikerin (UKIP), MdEP
- Parker, Mark (* 1955), US-amerikanischer Manger, Präsident und CEO von Nike
- Parker, Martin, englischer Balladenschreiber
- Parker, Martina, österreichische Schriftstellerin und Journalistin
- Parker, Mary (* 1902), deutsche Schauspielerin
- Parker, Mary Ann († 1848), englische Reisende und Schriftstellerin
- Parker, Mary-Louise (* 1964), US-amerikanische SchauspielerinMary-Louise Parker (* 1964)

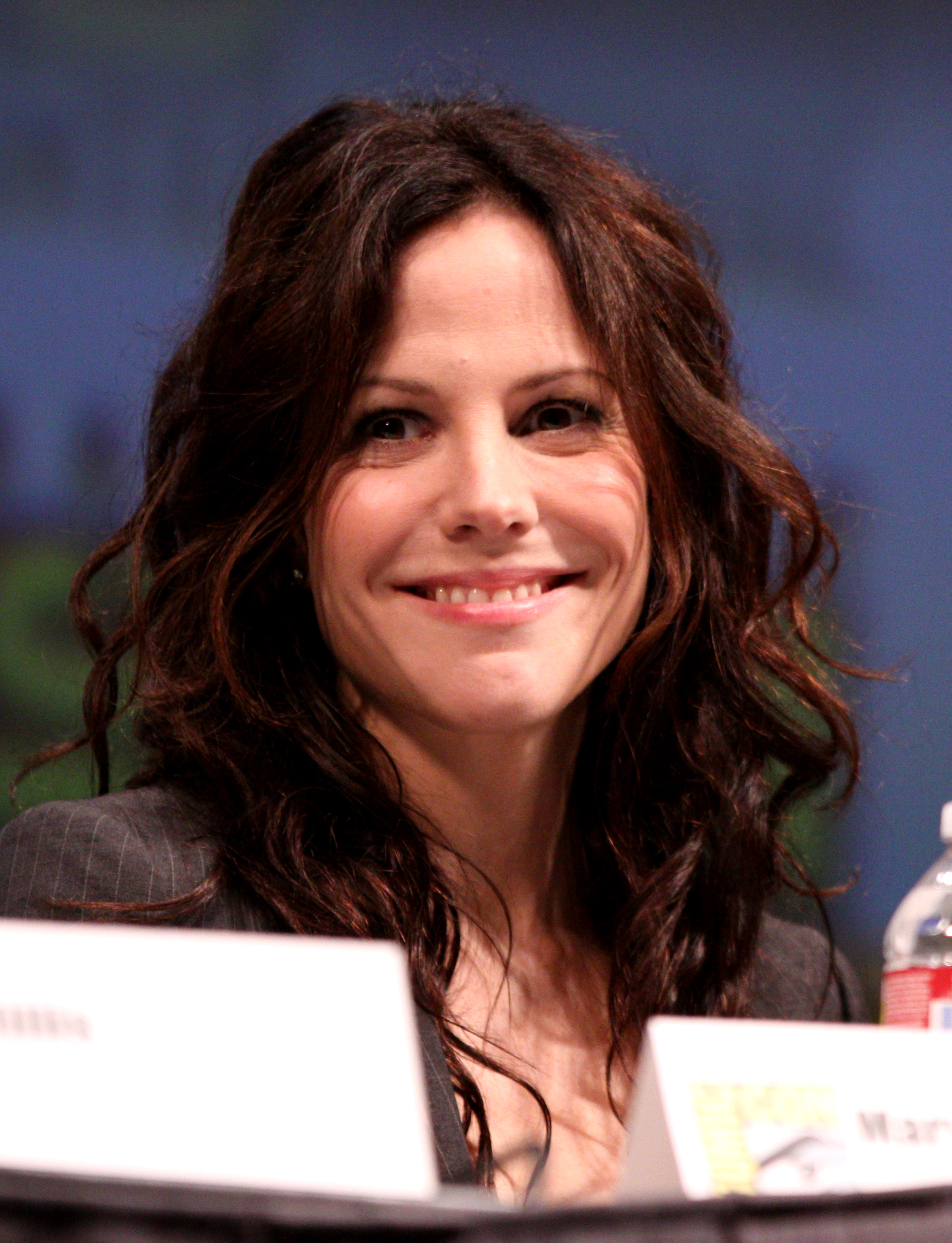
Mary-Louise Parker (* 1964)

- Parker, Matt (* 1980), australischer Unterhaltungsmathematiker
- Parker, Matthew (1504–1575), Erzbischof von Canterbury (1559–1575)
- Parker, Max (1882–1964), US-amerikanischer Artdirector und Szenenbildner
- Parker, Michael (* 1949), US-amerikanischer Politiker
- Parker, Mike (* 1938), britischer Hürdenläufer
- Parker, Milo (* 2002), britischer Kinderdarsteller
- Parker, Molly (* 1972), kanadische Schauspielerin

###### Parker, N
- Parker, Nahum (1760–1839), US-amerikanischer Politiker
- Parker, Nate (* 1979), US-amerikanischer Filmschauspieler, Filmregisseur und Filmproduzent
- Parker, Nathaniel (* 1962), britischer Schauspieler
- Parker, Neave (1910–1961), britischer Tiermaler und Paläokünstler
- Parker, Nico (* 2004), englische SchauspielerinNico Parker (* 2004)

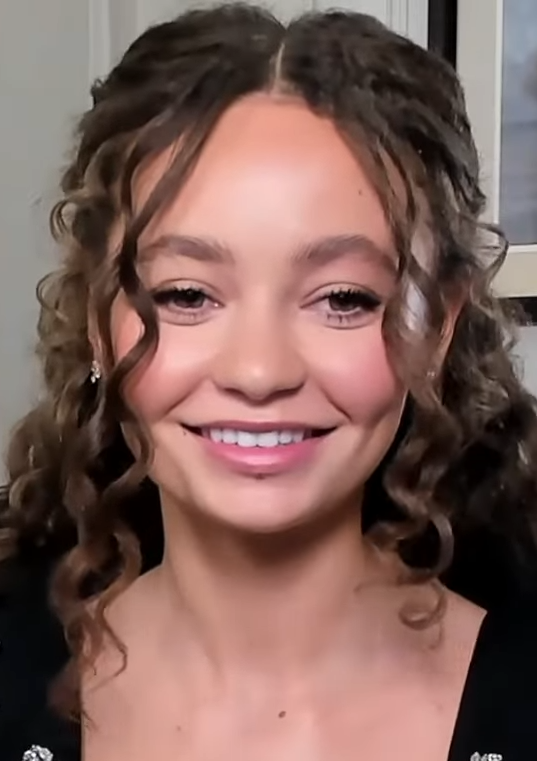
Nico Parker (* 2004)

- Parker, Nicole (* 1978), US-amerikanische Schauspielerin und Musicaldarstellerin
- Parker, Nicole Ari (* 1970), US-amerikanische Schauspielerin

###### Parker, O
- Parker, Ol (* 1969), englischer Drehbuchautor und Filmregisseur
- Parker, Oliver (* 1960), britischer Regisseur, Drehbuchautor, Produzent und Schauspieler
- Parker, Orlando (* 1991), US-amerikanischer Basketballspieler

###### Parker, P
- Parker, Pat (1944–1989), US-amerikanische feministische Dichterin
- Parker, Paul (* 1964), englischer Fußballspieler
- Parker, Paula Jai (* 1969), US-amerikanische Schauspielerin
- Parker, Pauline (* 1938), neuseeländische Mörderin
- Parker, Peter (1804–1888), US-amerikanischer Arzt und Missionar
- Parker, Peter J. (* 1954), britischer Biochemiker und Krebsforscher
- Parker, Peter, 1. Baronet (1721–1811), britischer Admiral
- Parker, Peter, 2. Baronet (1786–1814), britischer Seeoffizier
- Parker, Philip M. (* 1960), US-amerikanischer Ökonom und Hochschullehrer

###### Parker, Q
- Parker, Quanah († 1911), US-amerikanischer ComanchenhäuptlingQuanah Parker († 1911)

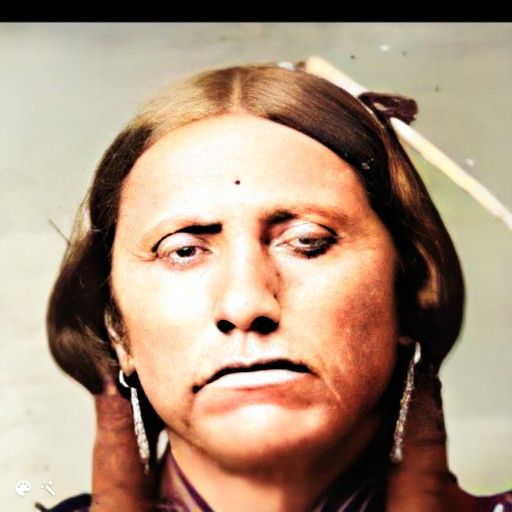
Quanah Parker († 1911)

###### Parker, R
- Parker, Ray Jr. (* 1954), US-amerikanischer Gitarrist, Komponist und Musikproduzent
- Parker, Reginald (1881–1948), kanadischer Politiker, Vizegouverneur von Saskatchewan
- Parker, Richard (1810–1893), US-amerikanischer Politiker
- Parker, Richard A. (1953–2024), britischer Mathematiker und Informatiker
- Parker, Richard Anthony (1905–1993), US-amerikanischer Ägyptologe, Hochschullehrer
- Parker, Richard E. (1783–1840), US-amerikanischer Jurist und Politiker (Demokratische Partei)
- Parker, Richard W. (1848–1923), US-amerikanischer Politiker
- Parker, Richard, 9. Earl of Macclesfield (* 1943), britischer Peer und Politiker
- Parker, Rick (* 1978), US-amerikanischer Jazzposaunist und Komponist
- Parker, Robert (* 1947), US-amerikanischer Weinkritiker und -autorRobert Parker (* 1947)

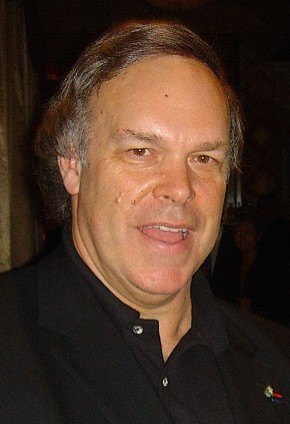
Robert Parker (* 1947)

- Parker, Robert (* 1950), britischer Althistoriker und Religionswissenschaftler
- Parker, Robert A. (* 1936), US-amerikanischer Astronaut
- Parker, Robert Alexander Clarke (1927–2001), britischer Historiker
- Parker, Robert B. (1932–2010), US-amerikanischer Krimi-Schriftsteller
- Parker, Robert Lüling (1893–1973), Schweizer Mineraloge
- Parker, Robert W., US-amerikanischer Offizier, Generalmajor der US Air Force
- Parker, Robert, Baron Parker of Waddington (1857–1918), britischer Jurist
- Parker, Rodolfo (* 1957), salvadorianischer Politiker

###### Parker, S
- Parker, Sachi (* 1956), US-amerikanische Schauspielerin
- Parker, Samuel (1640–1687), englischer Theologe und Bischof von Oxford
- Parker, Samuel Thomas (1950–2021), US-amerikanischer Provinzialrömischer Archäologe und Professor
- Parker, Samuel W. (1805–1859), US-amerikanischer Politiker
- Parker, Sanford, US-amerikanischer Musikproduzent, Tontechniker und Musiker
- Parker, Sarah Jessica (* 1965), US-amerikanische SchauspielerinSarah Jessica Parker (* 1965)

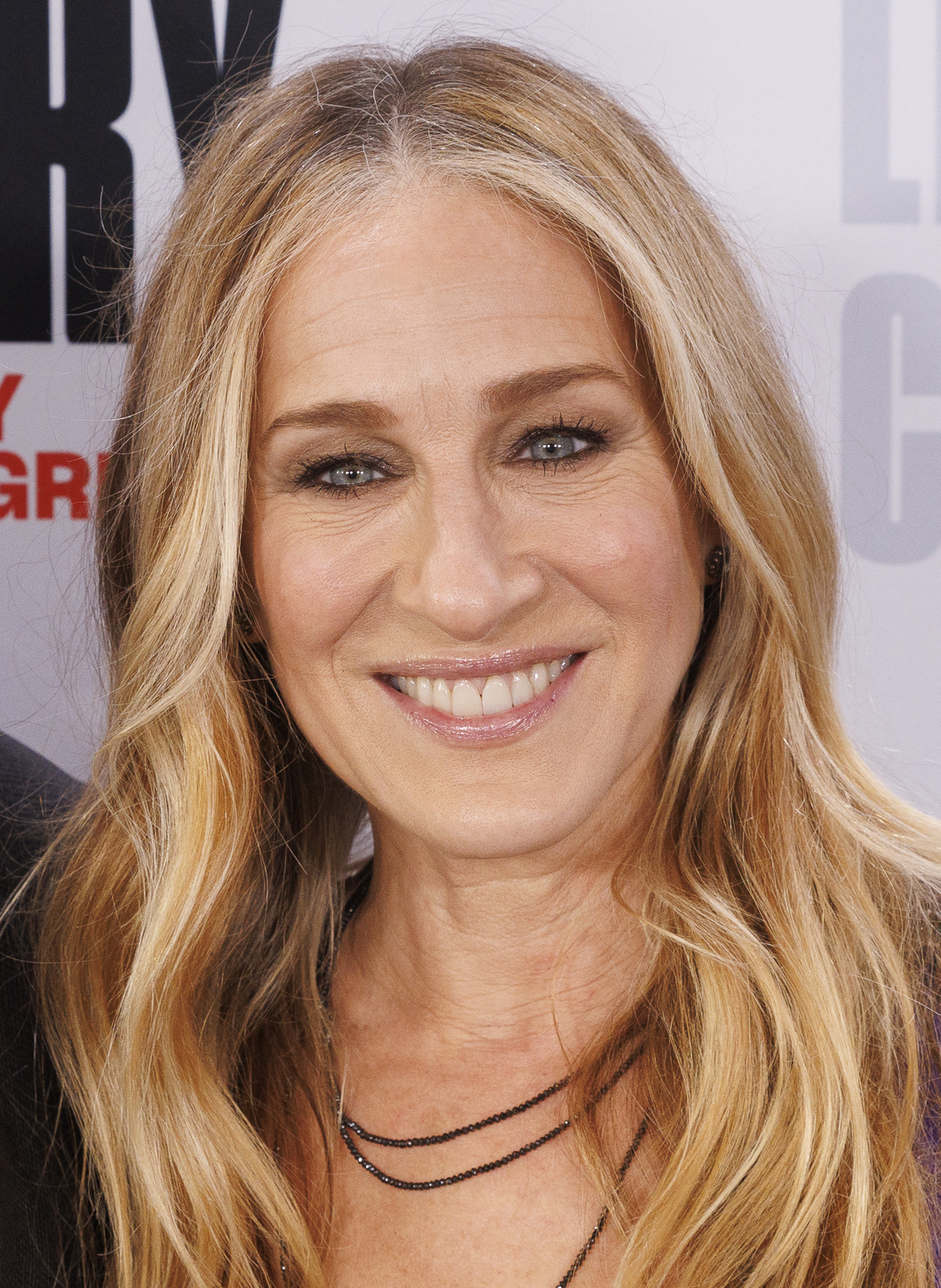
Sarah Jessica Parker (* 1965)

- Parker, Scott (* 1978), US-amerikanischer Eishockeyspieler
- Parker, Scott (* 1980), englischer Fußballspieler und -trainer
- Parker, Sean (* 1979), US-amerikanischer Internet-Unternehmer
- Parker, Severn E. (1787–1836), US-amerikanischer Politiker
- Parker, Shane A (1943–1992), australischer Ornithologe und Museumskurator
- Parker, Shawn (* 1993), deutscher Fußballspieler
- Parker, Sista Monica (1956–2014), amerikanischer Blues-, Gospel- und Soulsängerin und Unternehmerin
- Parker, Smush (* 1981), US-amerikanischer Basketballspieler
- Parker, Sonny (1925–1957), US-amerikanischer Jazz-Sänger
- Parker, Stephen (* 1955), britischer Literaturwissenschaftler
- Parker, Steven Christopher (* 1989), US-amerikanischer Schauspieler
- Parker, Stewart (1941–1988), nordirischer Dichter und Schriftsteller
- Parker, Stuart (* 1997), britischer Tennisspieler
- Parker, Sunshine (1927–1999), US-amerikanischer Schauspieler
- Parker, Suzy (1932–2003), US-amerikanische Schauspielerin und Fotomodell
- Parker, Sydney R. (1923–1996), US-amerikanischer Elektroingenieur

###### Parker, T
- Parker, T. Jefferson (* 1953), US-amerikanischer Journalist und Kriminalschriftsteller
- Parker, Teddy (1938–2021), deutscher Schlager- und Volksmusik-Sänger sowie Radiomoderator
- Parker, Terrence, US-amerikanischer House-DJ und Musikproduzent
- Parker, Theodore (1810–1860), US-amerikanischer Theologe, Abolitionist und Schriftsteller
- Parker, Theodore Albert III (1953–1993), US-amerikanischer Ornithologe
- Parker, Theodore W. (1909–1994), US-amerikanischer Offizier, General der US-Army
- Parker, Thomas (1843–1915), britischer Ingenieur
- Parker, Thomas Jeffery (1850–1897), britischer Zoologe
- Parker, Thomas, 1. Earl of Macclesfield (1667–1732), britischer Politiker und Lordkanzler
- Parker, Thomas, 6. Earl of Macclesfield (1811–1896), britischer Peer, Grundbesitzer und Politiker
- Parker, Tim (* 1993), US-amerikanischer Fußballspieler
- Parker, TJ (* 1984), französischer Basketballtrainer
- Parker, Tom (1897–1987), englischer Fußballspieler und -trainer
- Parker, Tom (1909–1997), niederländischer Musikmanager
- Parker, Tony (* 1982), französischer Basketballspieler
- Parker, Trey (* 1969), US-amerikanischer Schauspieler, Drehbuchautor, Produzent, Synchronsprecher, Regisseur und KomponistTrey Parker (* 1969)

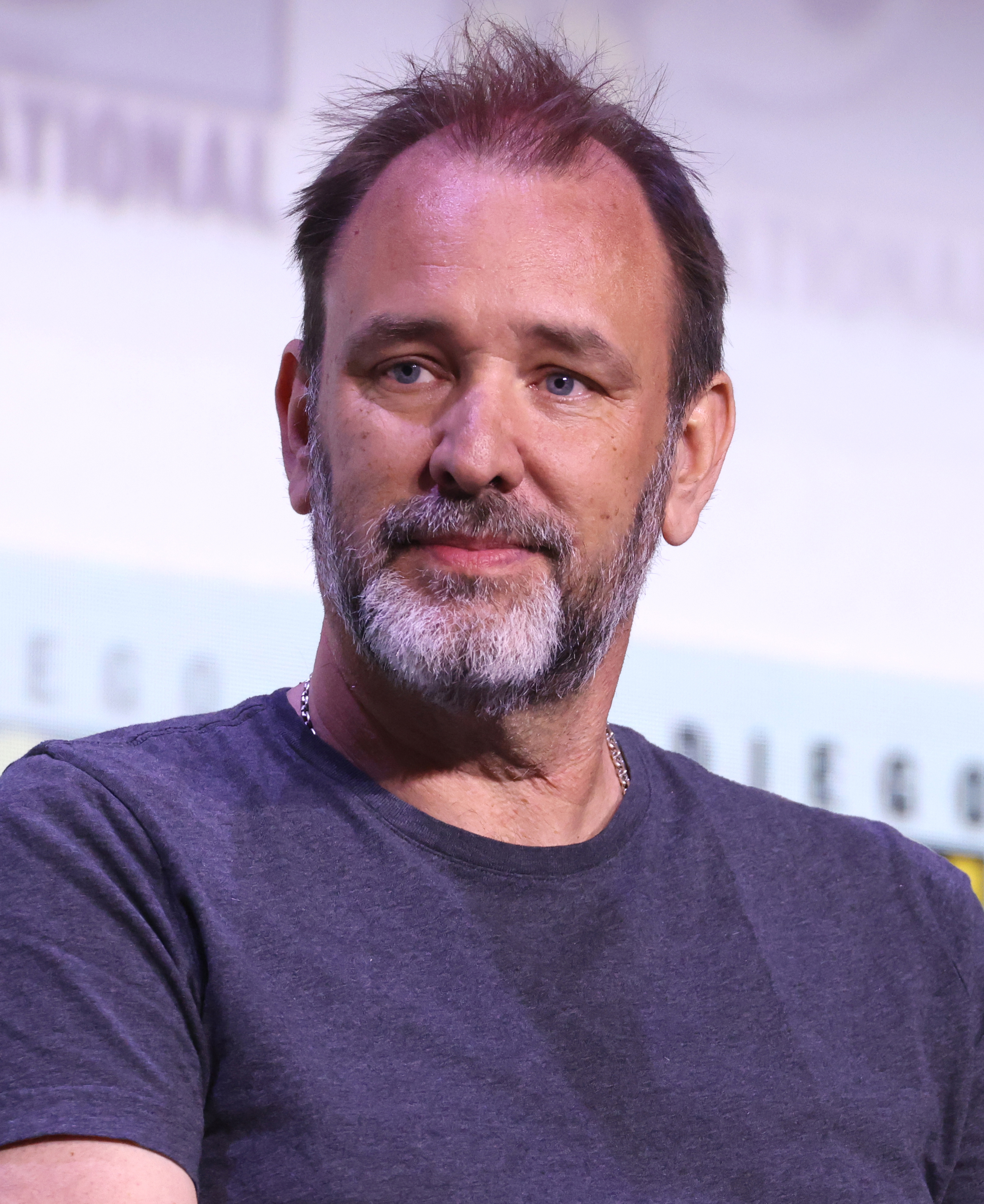
Trey Parker (* 1969)

###### Parker, W
- Parker, Willard (1912–1996), US-amerikanischer Schauspieler
- Parker, William († 1510), englischer Adliger
- Parker, William († 1618), englischer Freibeuter und Admiral
- Parker, William (1781–1866), britischer Admiral
- Parker, William (* 1952), US-amerikanischer Jazzmusiker und Autor
- Parker, William H. (1847–1908), US-amerikanischer Politiker
- Parker, William Kitchen (1823–1890), britischer Zoologe und Anatom
- Parker, William, 13. Baron Morley (1575–1622), englischer Peer
- Parker, Willie (* 1980), US-amerikanischer American-Football-Spieler

###### Parker, Z
- Parker, Zach (* 1994), britischer Boxer im Supermittelgewicht

##### Parker-S
- Parker-Smith, Jane (1950–2020), britische Organistin
- Parker-Smith, Johnson (1882–1926), britischer Lacrossespieler

#### Parkes
- Parkes, Alexander (1813–1890), britischer Metallurg und Erfinder
- Parkes, Arthur (* 1897), englischer Fußballspieler
- Parkes, Bessie Rayner (1829–1925), britische Frauenrechtlerin, Dichterin, Essayistin und Journalistin
- Parkes, Edmund Alexander (1819–1876), britischer Mediziner
- Parkes, Frank Kobina (1932–2004), ghanaischer Journalist, Rundfunksprecher und Autor
- Parkes, Georgina (* 1965), australische Schwimmerin
- Parkes, Gregory Lawrence (* 1964), US-amerikanischer Geistlicher und römisch-katholischer Bischof von Saint Petersburg
- Parkes, Henry (1815–1896), australischer Politiker, Dichter und Journalist
- Parkes, Irving (1886–1964), kanadischer Leichtathlet
- Parkes, John (* 1950), australischer anglikanischer Bischof der Anglican Church of Australia
- Parkes, Kenneth Carroll (1922–2007), US-amerikanischer Ornithologe
- Parkes, Malcolm Beckwith (1930–2013), britischer Paläograph und Mittellateiner
- Parkes, Mike (1931–1977), britischer AutorennfahrerMike Parkes (1931–1977)

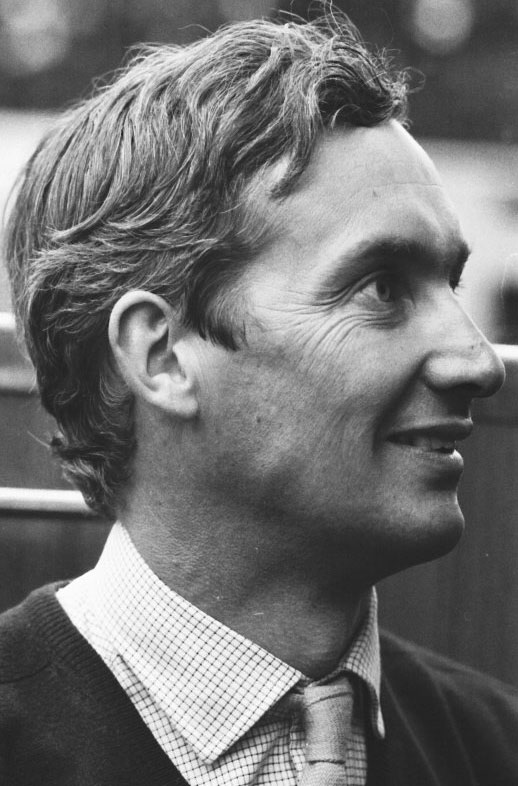
Mike Parkes (1931–1977)

- Parkes, Nadia (* 1995), britische Schauspielerin
- Parkes, Nii Ayikwei (* 1974), ghanaischer Schriftsteller und Journalist
- Parkes, Phil (* 1950), englischer Fußballspieler
- Parkes, Rebecca (* 1994), ungarische Wasserballspielerin
- Parkes, Shaun (* 1973), britischer SchauspielerShaun Parkes (* 1973)

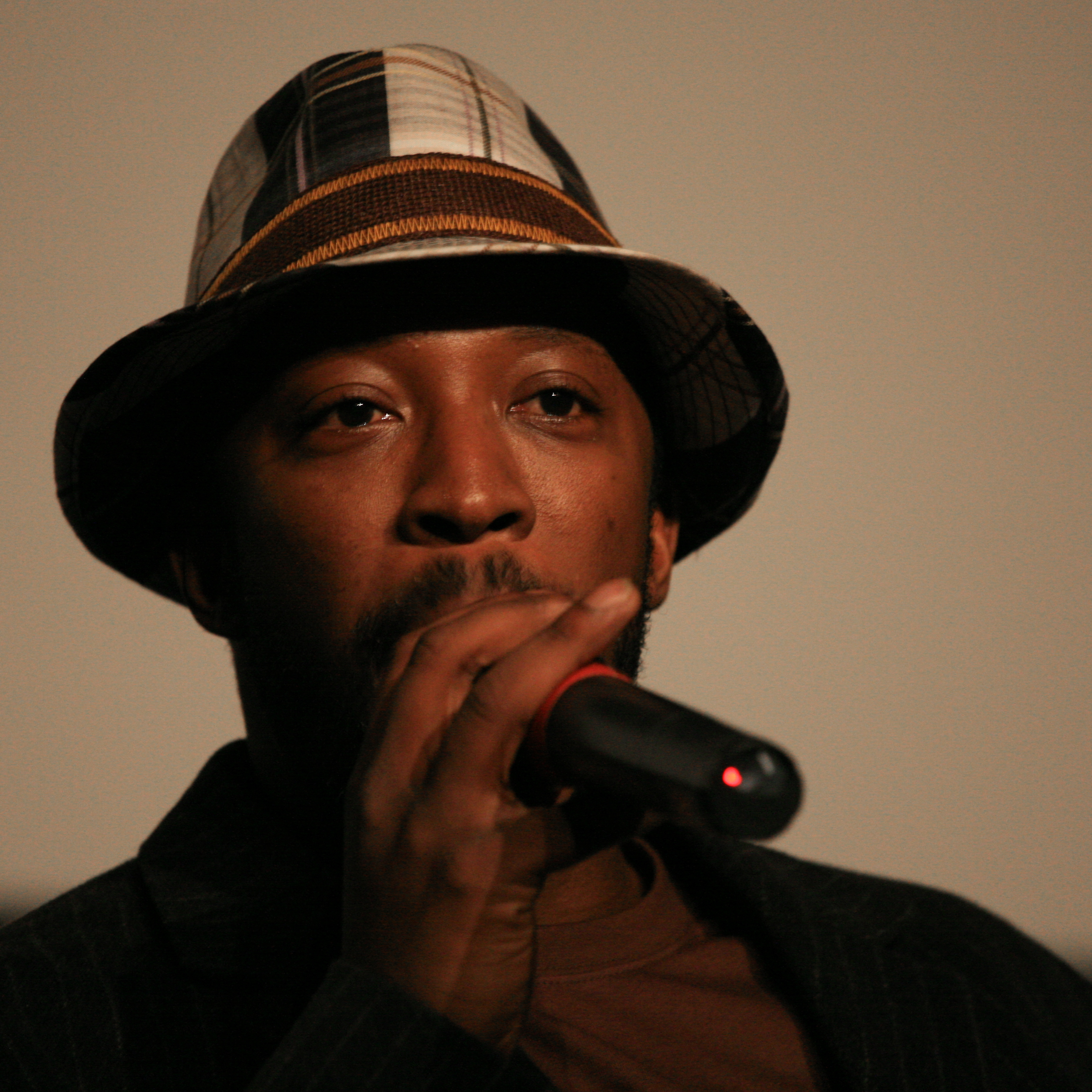
Shaun Parkes (* 1973)

- Parkes, Stephen (* 1965), US-amerikanischer Geistlicher und römisch-katholischer Bischof von Savannah
- Parkes, Trevor (* 1991), kanadischer Eishockeyspieler
- Parkes, Walter F. (* 1951), US-amerikanischer Filmproduzent

#### Parkey
- Parkey, Cody (* 1992), US-amerikanischer American-Football-Spieler
- Parkey, Rickey (1956–2024), US-amerikanischer Boxer

### Parkh
- Parkhurst, Charley (1812–1879), US-amerikanischer Postkutscher, Farmer und Rancher in Kalifornien
- Parkhurst, Frederic (1864–1921), US-amerikanischer Politiker
- Parkhurst, Helen (1886–1973), US-amerikanische Reformpädagogin
- Parkhurst, John (1512–1575), englischer Geistlicher, Bischof von Norwich (1560–1675)
- Parkhurst, John Adelbert (1861–1925), US-amerikanischer Astronom
- Parkhurst, Michael (* 1984), US-amerikanischer Fußballspieler

### Parki
- Parki, Gopi Chandra (* 1989), nepalesischer Langstreckenläufer
- Parkin, Arthur (1952–2023), neuseeländischer Hockeyspieler
- Parkin, Cedric (* 1962), deutscher Mystiker und AutorCedric Parkin (* 1962)

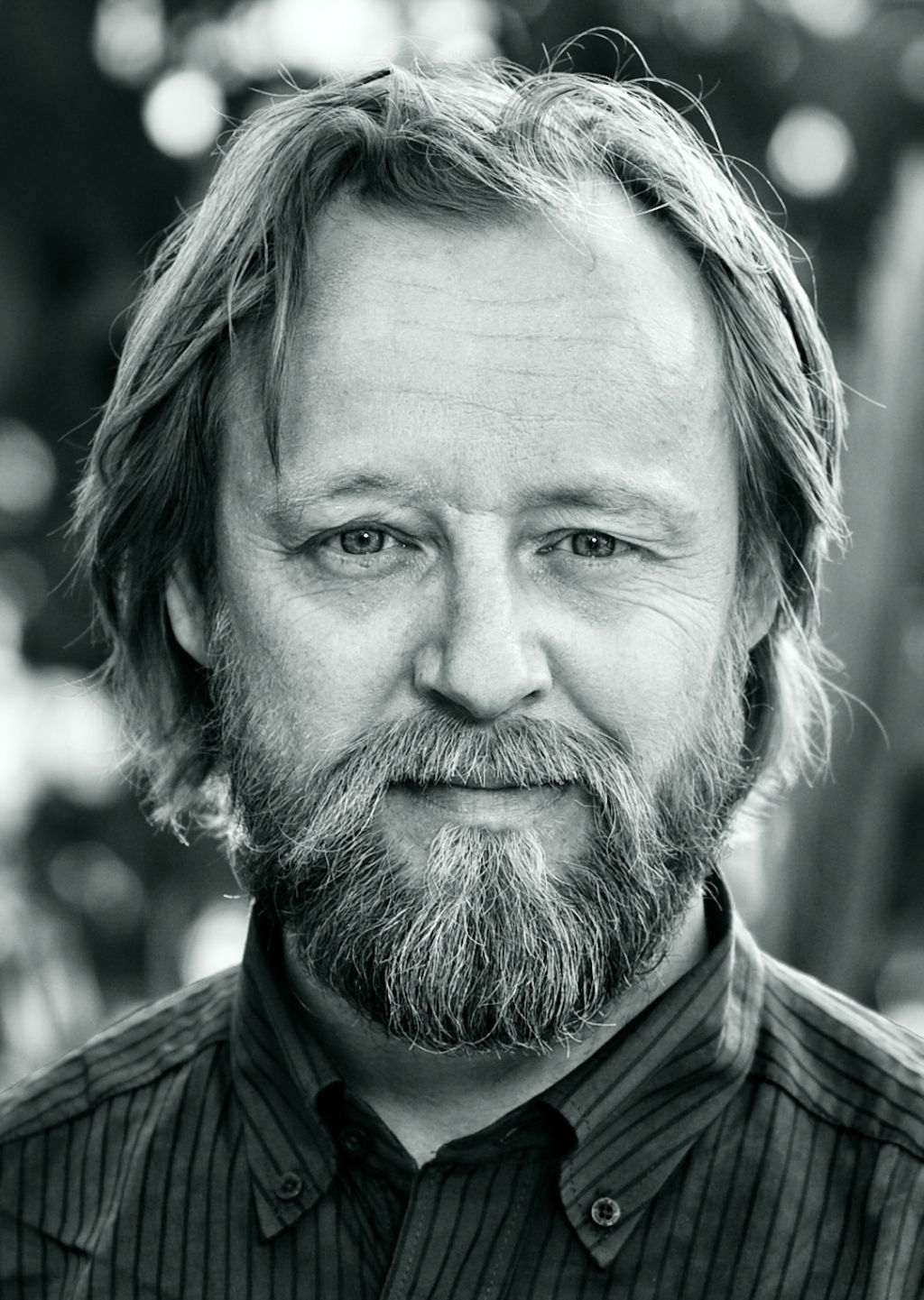
Cedric Parkin (* 1962)

- Parkin, Derek (* 1948), englischer Fußballspieler
- Parkin, Judd (* 1952), US-amerikanischer Filmproduzent und Drehbuchautor
- Parkin, Karen (* 1965), britische Managerin
- Parkin, Maurice, englischer Snookerspieler
- Parkin, Stuart (* 1955), britischer Experimentalphysiker
- Parkin, Terence (* 1980), südafrikanischer Schwimmer
- Parkina, Anna (* 1979), russische Künstlerin
- Parkins, Andrea, US-amerikanische Klangkünstlerin und Improvisationsmusikerin (Akkordeon, Piano, Keyboard)
- Parkins, Barbara (* 1942), kanadische Schauspielerin
- Parkins, Sam (1926–2009), US-amerikanischer Musikproduzent und Jazzmusiker
- Parkins, Zeena (* 1956), US-amerikanische Harfenistin (auch Keyboard, Akkordeon und Live-Elektronik)
- Parkinson, Art (* 2001), irischer Filmschauspieler
- Parkinson, Bradford W. (* 1935), US-amerikanischer Ingenieur und Erfinder des GPS
- Parkinson, Cecil (1931–2016), britischer konservativer Politiker
- Parkinson, Claire (* 1948), US-amerikanische Klimaforscherin
- Parkinson, Craig (* 1976), britischer SchauspielerCraig Parkinson (* 1976)

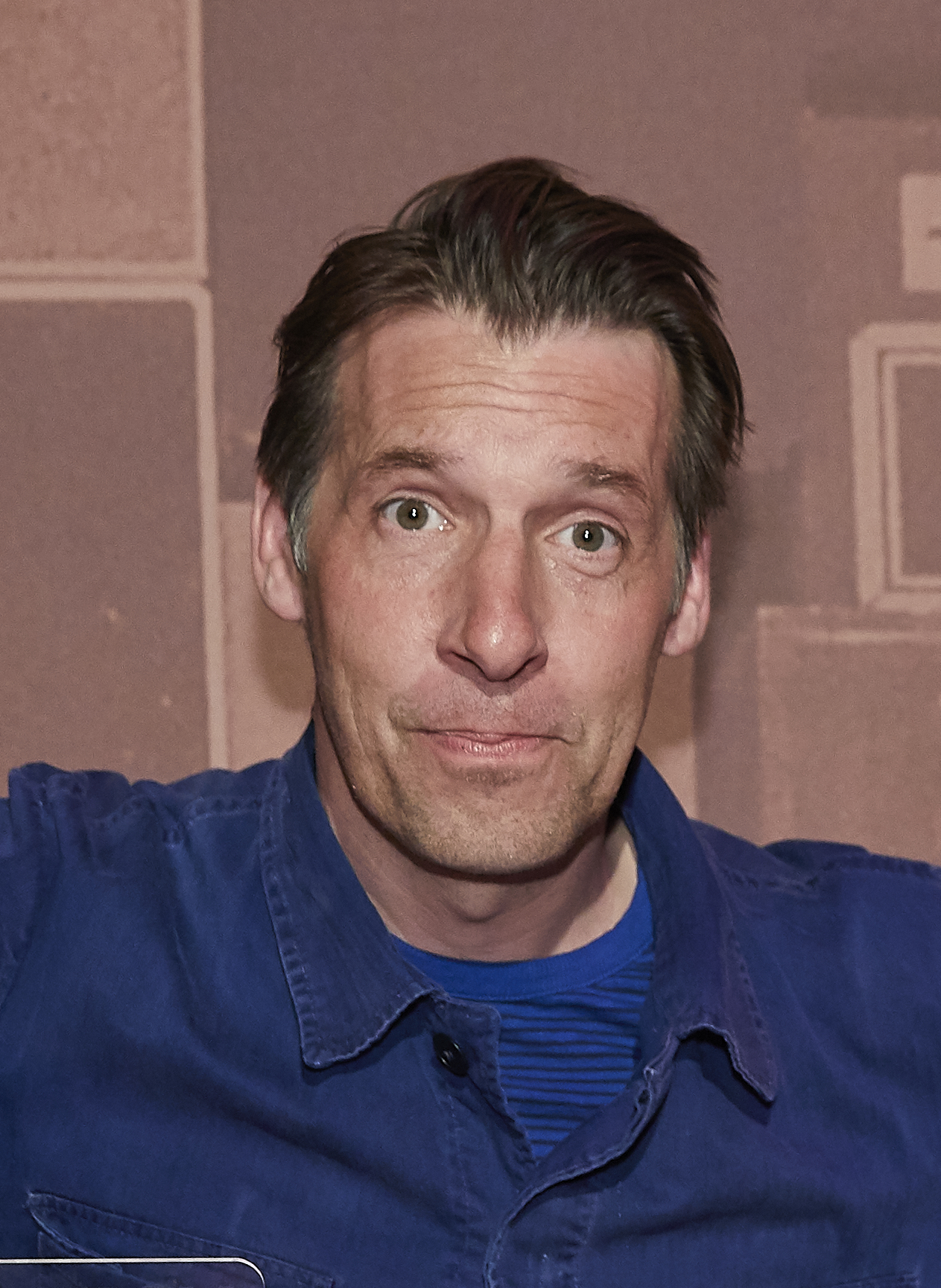
Craig Parkinson (* 1976)

- Parkinson, Cyril Northcote (1909–1993), britischer Historiker, Soziologe und Publizist
- Parkinson, Isabella (* 1970), brasilianische Schauspielerin
- Parkinson, Jack (1883–1942), englischer Fußballspieler
- Parkinson, James (1755–1824), britischer Arzt, Apotheker und Paläontologe
- Parkinson, Jim (1941–2025), US-amerikanischer Typograf und Logogestalter
- Parkinson, John (1567–1650), englischer Arzt und Botaniker
- Parkinson, Katherine (* 1978), britische Schauspielerin
- Parkinson, Keith (1958–2005), US-amerikanischer Fantasy-Maler
- Parkinson, Lauren, US-amerikanische Schauspielerin
- Parkinson, Mark (* 1957), US-amerikanischer Politiker
- Parkinson, Megan (* 1996), britische Schauspielerin
- Parkinson, Michael (1935–2023), britischer Fernsehmoderator, Journalist und Autor
- Parkinson, Michaël (* 1991), niederländischer Volleyballspieler
- Parkinson, Nancy (1904–1974), britische Kulturfunktionärin
- Parkinson, Norman (1913–1990), englischer Porträt- und Modefotograf
- Parkinson, Phebe (1863–1944), samoanisch-amerikanische Unternehmerin und Plantagenbesitzerin
- Parkinson, Richard (1844–1909), deutscher Südseeforscher und Kolonist
- Parkinson, Sydney (1745–1771), britischer naturhistorischer Zeichner
- Parkinson, Tessa (* 1986), australische Seglerin
- Parkinson-Fortescue, Chichester, 1. Baron Carlingford (1823–1898), britischer Politiker der Liberal Party, Mitglied des House of Commons und Peer

### Parkk
- Parkkinen, Anniina (* 1996), finnische Beachvolleyballspielerin
- Parkkinen, Lassi (1917–1994), finnischer Eisschnellläufer
- Parkkinen, Leena (* 1979), finnische Schriftstellerin
- Parkkonen, Patrik (* 1993), finnischer Eishockeyspieler

### Parkm
- Parkman, Francis (1823–1893), US-amerikanischer Historiker
- Parkman, Stefan (* 1952), schwedischer Dirigent, Chorleiter und Hochschullehrer

### Parks
- Parks, Aaron (* 1983), US-amerikanischer Jazzmusiker (Piano, Komposition)
- Parks, Alan (1920–1982), britischer Chirurg
- Parks, Alycia (* 2000), US-amerikanische Tennisspielerin
- Parks, Arlo (* 2000), britische Sängerin und SongwriterinArlo Parks (* 2000)

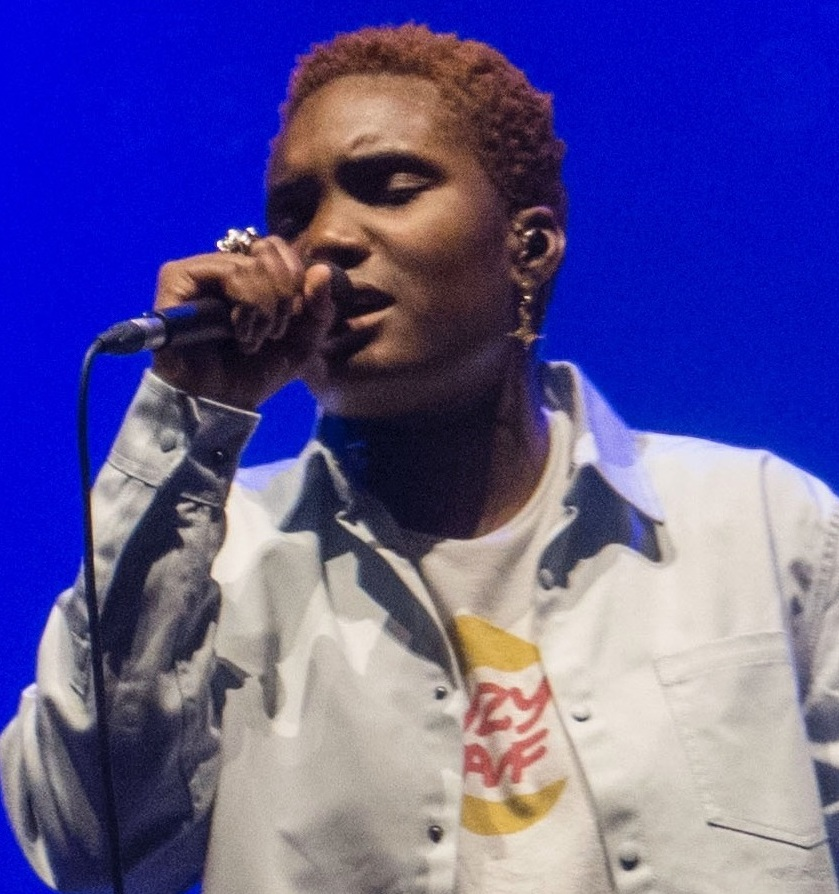
Arlo Parks (* 2000)

- Parks, Bill, US-amerikanischer Schauspieler und Synchronsprecher
- Parks, Brad (* 1957), amerikanischer Rollstuhltennisspieler, Pionier und Begründer des Rollstuhltennis
- Parks, Carson (1936–2005), US-amerikanischer Sänger und Texter
- Parks, Catherine (* 1956), US-amerikanische Fernseh- und Filmschauspielerin
- Parks, Cherokee (* 1972), US-amerikanischer Basketballspieler
- Parks, Dan (* 1978), schottischer Rugbyspieler
- Parks, David (* 1943), US-amerikanischer Politiker
- Parks, Evan (* 1997), österreichamerikanischer Musiker, Rapper und Komponist
- Parks, Fanny (1794–1875), englische Reiseschriftstellerin
- Parks, Floyd Lavinius (1896–1959), US-amerikanischer General
- Parks, Fred W. (1871–1941), US-amerikanischer Jurist und Politiker
- Parks, Freya (* 1999), britische Schauspielerin
- Parks, George Alexander (1883–1984), US-amerikanischer Politiker
- Parks, Gordon (1912–2006), US-amerikanischer Filmregisseur und FotografGordon Parks (1912–2006)

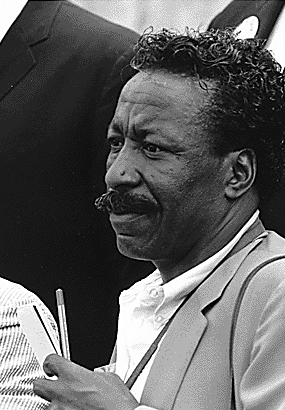
Gordon Parks (1912–2006)

- Parks, Gorham (1794–1877), US-amerikanischer Jurist und Politiker
- Parks, Greg (1967–2015), kanadischer Eishockeyspieler, -trainer und -funktionär
- Parks, James (* 1968), US-amerikanischer Schauspieler
- Parks, Jim, US-amerikanischer Basketballtrainer
- Parks, Keaton (* 1997), US-amerikanischer Fußballspieler
- Parks, Kenneth (* 1964), kanadischer Schlafwandler
- Parks, Larry (1914–1975), US-amerikanischer Film- und Theaterschauspielerin
- Parks, Maxie (* 1951), US-amerikanischer Sprinter
- Parks, Michael (1940–2017), US-amerikanischer Schauspieler, Sänger, Filmregisseur und -produzent
- Parks, Nicole (* 1992), australische Freestyle-Skisportlerin
- Parks, Peter (* 1942), britischer Kameramann und Ingenieur für visuelle Effekte
- Parks, Ray (* 1932), US-amerikanischer Country- und Rockabilly-Musiker
- Parks, Rosa (1913–2005), US-amerikanische Bürgerrechtlerin
- Parks, Stan, Spezialeffektkünstler
- Parks, Suzan-Lori (* 1963), US-amerikanische Dramatikerin und Pulitzer-Preisträgerin
- Parks, Taylor (* 1993), US-amerikanische Schauspielerin, Sängerin und Songwriterin
- Parks, Thomas W. (1939–2020), US-amerikanischer Elektroingenieur
- Parks, Tilman Bacon (1872–1950), US-amerikanischer Politiker
- Parks, Tim (* 1954), britischer Schriftsteller und Literaturwissenschaftler
- Parks, Van Dyke (* 1943), US-amerikanischer Musiker, Komponist, Liedtexter, Musikproduzent, Arrangeur und SchauspielerVan Dyke Parks (* 1943)

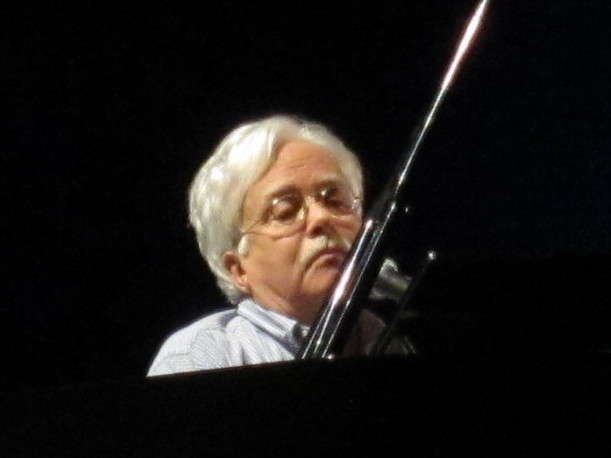
Van Dyke Parks (* 1943)

- Parks, William († 1750), englischer Drucker und Publizist
- Parks, William (1868–1936), kanadischer Geologe und Paläontologe
- Parks, William (1921–2008), US-amerikanischer Segler
- Parks, Wolé (* 1982), US-amerikanischer Schauspieler
- Parkstein, Karoline Franziska Dorothea von (1762–1816), Prinzessin zu Isenburg und Büdingen

### Parku
- Parkus, Heinz (1909–1982), österreichischer Physiker und Hochschullehrer

### Parky
- Parkyns, Mansfield (1823–1894), britischer Afrikareisender und Reiseschriftsteller
- Parkyns, Thomas, 2. Baronet († 1741), britischer Autor und Architekt